# Titanic (schip, 1912)
RMS Titanic was het tweede van een drietal luxeschepen uit de Olympic-klasse, bedoeld om een groot deel van het trans-Atlantisch post- en passagiersverkeer te verwerken. Titanic was eigendom van rederij White Star Line en kwam in de nacht van 14 op 15 april 1912 op haar eerste reis met bijna volle kracht (in dienst) in aanvaring met een ijsberg. Een deel van de stuurboordzijde werd op verscheidene plaatsen doorboord, en binnen drie uur was het schip gezonken. 1522 opvarenden kwamen om het leven.
Hoewel dit niet de grootste scheepsramp in de geschiedenis is, is het wel de bekendste. Door het hoge aantal slachtoffers in vredestijd en als grootste schip ter wereld, stond het toen bekend om de innovatieve veiligheidsmaatregelen waardoor het als praktisch onzinkbaar werd geacht. Het zinken van Titanic heeft in de nasleep van de ramp gezorgd voor vele, tot nu toe nog steeds geldende veiligheidsmaatregelen op zee.
In 1985 werd het wrak teruggevonden onder leiding van Robert Ballard, waardoor veel informatie over het schip en zijn fatale reis aan het licht kwam. Drie grote scheepsdelen en een hoeveelheid kleinere resten liggen op 3800 meter diepte op de bodem van de oceaan.
Op 21 augustus 2019 werd er een onderzoek gepubliceerd. De onderzoekers ontdekten dat grote delen van het schip verdwenen zijn door een metaaletende bacterie. Kenners denken dat er over twintig tot dertig jaar niets meer van het scheepswrak over is.

## DeOlympic-klasse
De Titanic was het tweede schip van de drie schepen van de door Bruce Ismay bedachte Olympic-klasse. De andere twee waren:
- RMS Olympic (1911)
- HMHS Britannic (1914) RMS Gigantic

## Bouwgeschiedenis

### Plannen

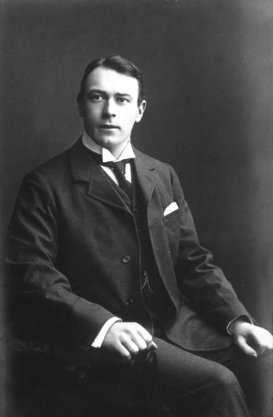
Scheepsontwerper Thomas Andrews ontwierp de Titanic en voer ook mee tijdens de eerste, fatale reis.

In het voorjaar van 1907 ontstonden in Londen de eerste plannen voor de bouw van drie grote passagiersschepen. Bruce Ismay, de algemeen directeur van de White Star Line, en William James Pirrie, directeur van scheepswerf Harland and Wolff, besloten tijdens een diner in Downshire House op Chesham Place in Londen, de residentie van Pirrie (nu de Spaanse Ambassade), drie schepen te bouwen met een tot dan toe ongekende brutoregistertonnage van 45.000: de Olympic-klasse. Deze schepen zouden de Atlantische Oceaan met een snelheid van ongeveer 21 knopen (ca. 39 km/h) moeten oversteken. Hoewel het oorspronkelijke idee van Pirrie was, was het definitieve ontwerp van de scheepsbouwkundigen Alexander Carlisle, Thomas Andrews en Edward Wilding.
De plannen voor de Titanic zorgden voor concurrentie tussen de verschillende rederijen, die tot aan het begin van de Eerste Wereldoorlog duurde. Zo stelde de Cunard Line in 1907 haar beide stoomschepen Lusitania en Mauretania in dienst, waarvan de Mauretania 22 jaar lang het snelste passagiersschip ter wereld was. Beide schepen waren in hun dienstperiode met een brutoregistertonnage van meer dan 30.000 de grootste schepen ter wereld.
In 1912 verliet het eerste van drie schepen uit de Imperatorklasse de werf van de Duitse rederij Hamburg-America Line (later Hapag-Lloyd). Met een brutoregistertonnage van ruim 50.000 per schip zouden deze drie in 1935 door de Normandie worden overtroffen.
Bij de plannen voor de Titanic en zijn zusterschepen Olympic en Gigantic (later Britannic) was veel aandacht besteed aan de luxe in de eerste klas en minder aan de snelheid van de reis. Dat is te zien aan de inrichting van de eerste klas, met ruime suites, rook- en eetkamers, en een speciaal voor de eerste klas gereserveerd promenadedek. Een aantal luxecabines werd ingericht door de Koninklijke Nederlandsche Meubelfabriek H.P. Mutters en Zoon uit Den Haag. Mutters verzorgde de betimmering en de inrichting van de luxehutten. Bovendien leverde Mutters de meubels voor de veranda, de "palm court" (gezelschapszaal), de rooksalon en het "private deck". De eetzaal werd ontworpen door Charles Fitzroy Doll, die kort daarvoor het Imperial Hotel in Londen had ontworpen. 
Daartegenover stond de derde klas, waar passagiers in kleine hutten met tot wel vijf tweepersoons- of stapelbedden moesten slapen, en waarvan de verblijfsruimten soberder ingericht waren. Toch overtrof de uitstraling en inrichting van de derde klas de grote slaapzalen die in die periode, in plaats van hutten, op de meeste schepen gebruikt werden. De tweede klas van de Titanic kon ongeveer vergeleken worden met het comfort van de eerste klas van de oudere passagiersschepen.

### Bouw

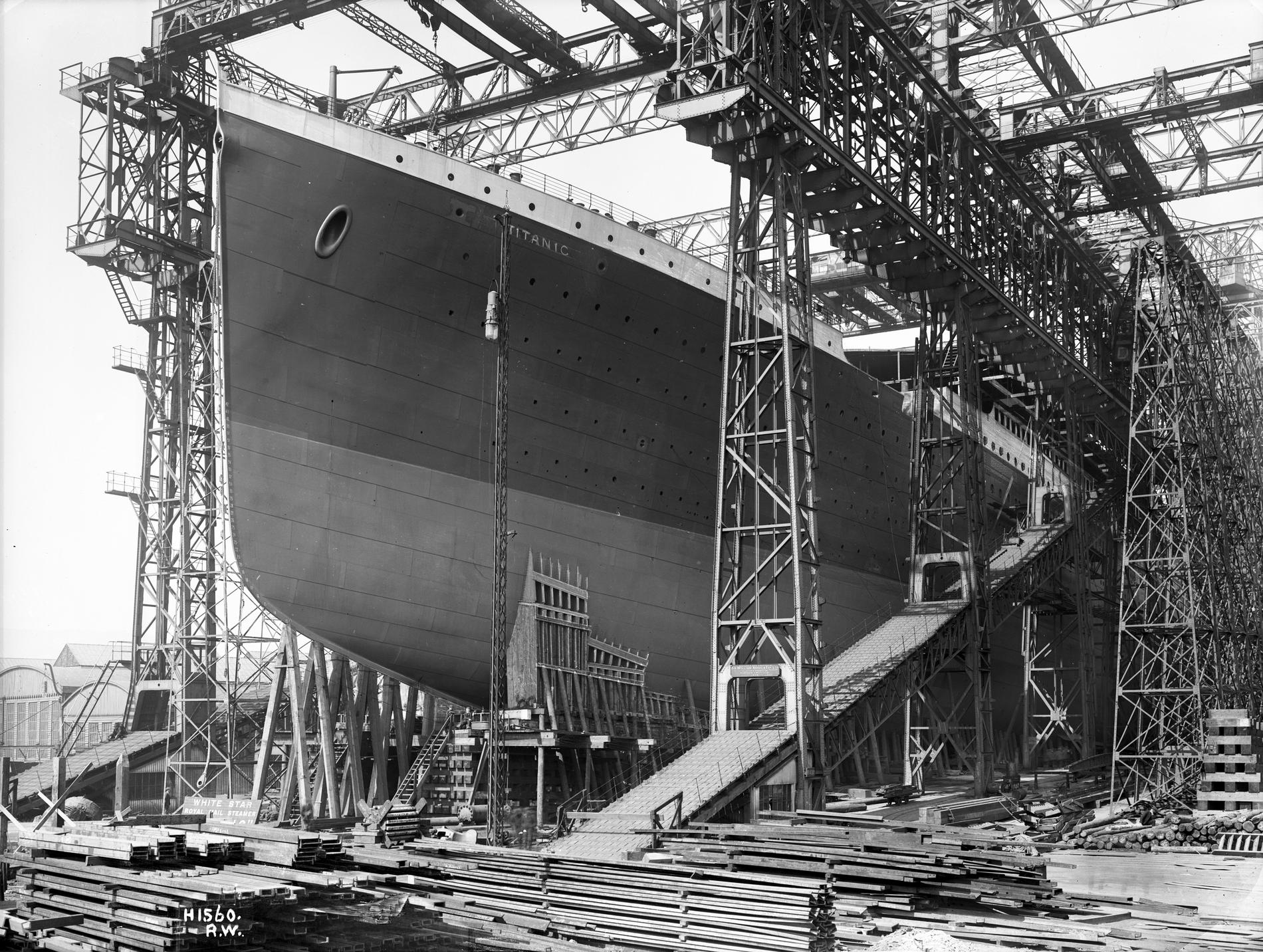
Constructie van de Titanic in 1911

Vijftien weken na de kiellegging van zusterschip Olympic werd op 31 maart 1909 met de bouw van de Titanic begonnen. Deze kreeg registratienummer 131428 en bouwnummer 401 van de scheepswerf Harland and Wolff in Belfast (in het huidige Noord-Ierland), dat daarvoor bijna alle schepen voor de rederij White Star Line had gebouwd.
De tewaterlating van de Titanic vond – zoals bij de White Star gebruikelijk zonder scheepsdoop – plaats op 31 mei 1911. Een arbeider kwam daarbij om het leven. Als derde en laatste schip van de Olympic-klasse werd een half jaar later de Britannic in gebruik genomen. Oorspronkelijk zou het Gigantic heten, maar na de ondergang van de Titanic werd voor een ander soort naam gekozen. De drie schepen werden als Royal Mail Ship (RMS) ook gebruikt voor het transport van post naar overzeese gebieden. Het contract met Royal Mail zorgde voor extra inkomstenzekerheid voor de rederij.
De Titanic kostte in totaal 1,5 miljoen pond, omgerekend naar de toenmalige koopkracht ongeveer 7,5 miljoen Amerikaanse dollar. In 2007 kwam dit overeen met een waarde van ongeveer 400 miljoen dollar of 350 miljoen euro.

### Afmetingen en uitrusting

Grootte van de Titanic (blauw) in vergelijking met andere objecten

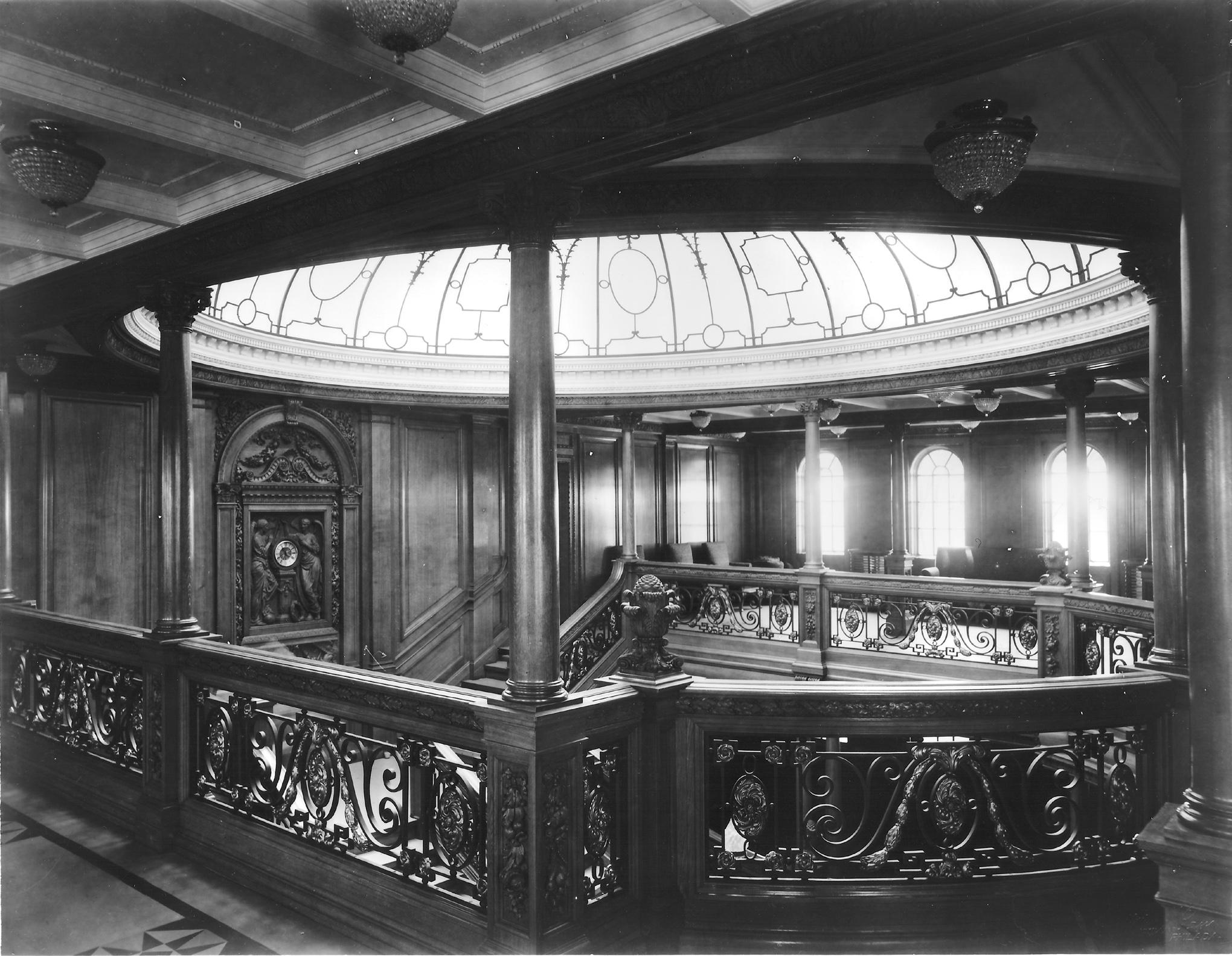
Trappenhuis in de eerste klas op de Olympic

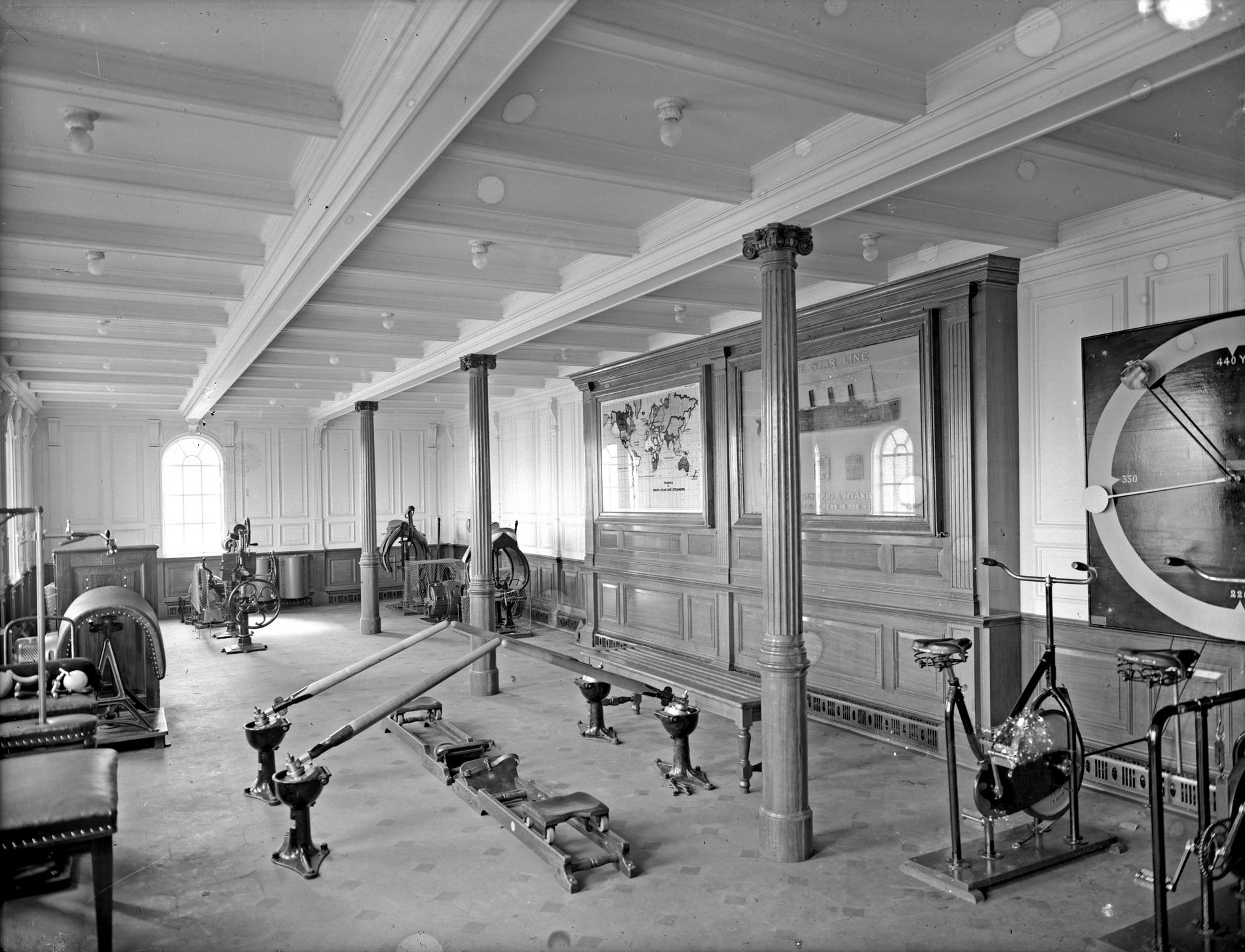
Fitnessruimte in de eerste klas

De Titanic was ongeveer even groot als de Olympic, maar een paar details, waaronder een meer ruimtelijke indeling, zorgden ervoor dat de Titanic als het grootste schip ter wereld kon worden beschouwd. Het schip was 269,04 meter lang, 28,19 meter breed, 53,3 meter hoog (van onderkant kiel tot bovenkant van de schoorsteen), 10,54 meter diepgang, had een brutoregistertonnage van 46.329, ledig schip van 39.380 ton en een draagvermogen van 13.767 ton.
De Titanic had drie scheepsschroeven. De buitenste schroeven waren driebladig, terwijl de middelste schroef vierbladig was. De Titanic had een kruissnelheid van 21 knopen en een maximumsnelheid 23-24 knopen (ca. 44 km/h). Het schip werd voortgestuwd met twee viercilinderstoommachines, zogenoemde triple-expansiemachines, en één stoomturbine. De Titanic verbruikte ongeveer 620 tot 640 ton kolen per dag, die door 29 ketels in 159 ovens werden verbrand. In de bunkers kon ruim 8000 ton kolen worden opgeslagen. De vier schoorstenen van de Titanic waren tussen de 24,54 en 24,84 m hoog. De vierde schoorsteen had geen ander praktisch nut dan de ontluchting van de machinekamer en de keukens, en was vooral voor de esthetica geplaatst, omdat schepen met vier schoorstenen bij scheepsbouwkundigen, de media en passagiers uit die tijd zeer geliefd waren. De drie andere zorgden voor de uitstoot van de verbrandingsgassen.
Het grootste gedeelte van de beschikbare ruimte in de Titanic werd ingericht voor de eerste klas. Daaronder vielen een squashhal, een zwembad, een fitnessruimte met diverse toestellen, een rooksalon, een bibliotheek, café en een loungeruimte. Naast de eigen eetzaal beschikte de eerste klasse ook over een à-la-carterestaurant. Dat werd door de passagiers zeer gewaardeerd, omdat ze niet gebonden waren aan vaststaande etenstijden en menu's zoals in de eetzaal van de eerste klasse. Opvallend waren het grote trappenhuis in de eerste klasse en de drie liften die de passagiers tussen de verschillende verdiepingen vervoerden. De grote buitengedeelten lagen aan weerszijden van de promenadedekken en aan het voorste gedeelte van het schip.
Voor de tweede klas was minder ruimte gereserveerd, hoewel ook hier naast de eetzaal verschillende voorzieningen aanwezig waren: een grote zit- en rookruimte en een bibliotheek. Verder had de tweede klas de beschikking over een eigen lift. Als buitenverblijf diende het achtergedeelte van het sloependek en het twee etages lager gelegen brugdek.
De derde klas beschikte alleen over een zit- en rookruimte en een open ruimte in de boeg. De eetzaal bevond zich diep onder in het schip en was onderverdeeld met waterdichte schotten. Buiten was een klein gedeelte beschikbaar aan de boeg en op het gemeenschappelijke dek.
Een belangrijk verschil tussen de Titanic en de Olympic was het voorste gedeelte van het oorspronkelijk open promenadedek, waar bij de Titanic kort voor de ingebruikname een wand met kleine ramen werd geplaatst om de passagiers tegen het opspattende water te beschermen. De beschermde promenade op de Olympic lag namelijk een verdieping lager, en de promenadedekken op de Titanic werden voor een deel gebruikt als privépromenades voor de duurste suites. Ook werd op de Titanic het à-la-carterestaurant uitgebreid, omdat dat op de Olympic heel populair was.
De veiligheidsuitrusting van de Titanic wekte veel belangstelling. Het schip gold als een technisch wonder en was uitgerust met volautomatisch sluitende deuren die tussen de zestien compartimenten waren geplaatst, zodat het schip door de media en de rederij werd bestempeld als onzinkbaar. Het tijdschrift The Shipbuilder schreef er in 1911 een artikel over. Na de ondergang van de Titanic was de uitrusting van de reddingssloepen voor de onderzoekscommissie van essentieel belang.

### Reddingssloepen
Als sloependek werd aanvankelijk het bovenste dek voorgesteld, het promenadedek, waar de reddingssloepen goed bereikbaar waren voor de eerste en tweede klasse. Het oorspronkelijke plan was op het dek 64 sloepen te installeren, maar Bruce Ismay, de algemeen directeur van de rederij, vond de helft daarvan wel voldoende, zodat de passagiers een goed uitzicht zouden hebben. Daar kwam bij dat de passagiers zich zorgen zouden kunnen maken bij het zien van zoveel reddingssloepen. Een ander ontwerp voorzag in een vermindering van het aantal sloepen tot twintig (zestien gewone plus vier opvouwbare sloepen). Een rekensom laat echter zien dat voor de redding van 3300 opvarenden minimaal 63 sloepen vereist waren, als de Titanic met de maximale capaciteit van 2400 passagiers voer. Tijdens de maiden voyage van de Titanic konden in totaal 1178 personen plaats nemen in een reddingssloep, ongeveer de helft van de 2200 mensen aan boord. Wel waren voldoende reddingsvesten aanwezig, ongeveer 3560.
De eigenaar van de Titanic had met het geringe aantal van twintig reddingssloepen echter geen wettelijke overtreding begaan. De hier toegepaste wet uit 1894 stelde namelijk niet het aantal passagiers, maar het tonnage van het schip voorop, en bepaalde de hoeveelheid reddingssloepen voor schepen in de categorie "meer dan 10.000 brutoregisterton", de in die tijd hoogst denkbare grootte van passagiersschepen. Voor deze grootte werden 962 plaatsen voorgeschreven; dat mocht echter verminderd worden als een schip beschikte over waterdichte schotten. In het geval van de Titanic voldeed het schip al met een capaciteit van 756 personen aan de wettelijke eisen.
Nader onderzoek van National Geographic researcher James Cameron, die ook de film Titanic heeft gemaakt, heeft echter uitgewezen dat er onvoldoende tijd was om meer sloepen te water te laten in de tijd dat de Titanic gezonken is. Er zijn achttien van de twintig sloepen te water gelaten. Door de tijd die nodig was om een sloep te water te laten (ongeveer 25 à 30 minuten) en het zinken van het schip, waardoor het kantelde, begonnen de sloepen boven elkaar te hangen. Hierdoor moesten de inzittenden zelfs de touwen lossnijden en de sloep in het water laten vallen vanop een bepaalde hoogte, om andere sloepen en inzittenden, die al lager hingen, niet te verpletteren.

## Eerste reis

### Titanicvoor de helft volgeboekt
De eerste reis van de Titanic moest de naam vestigen van de White Star Line, net als voor de in aanbouw zijnde Gigantic. Daarom werden er, speciaal voor de eerste klas, grote galabals georganiseerd en werden gerechten geserveerd die aan de wensen van de veeleisende passagiers voldeden. Toch werd de reis, in vergelijking met andere schepen die de Atlantische Oceaan overstaken, ook voor de lagere klassen aangenaam gemaakt. De grote groepen emigranten die in die tijd in de Verenigde Staten een nieuw leven wilden opbouwen vormden een belangrijke inkomstenbron voor de rederijen. De prijzen voor een hut begonnen bij $36 voor de derde klasse, $66 voor de tweede en $125 voor de eerste klasse. Om tijdens de overtocht in een van de grootste suites te verblijven, moest men ruim 4000 dollar neertellen. Naar de huidige maatstaven komt dat neer op 793 dollar voor de derde klasse, 1200 dollar voor de tweede klasse en 2795 dollar voor de eerste klasse. De tickets voor de grootste suites kosten, omgerekend, 83.200 dollar.
Tijdens de reis werd slechts ongeveer de helft van de capaciteit benut. Een van de redenen daarvoor was een langdurige kolenstaking. Bovendien was de Titanic een bijna identieke kopie van de Olympic, die tien maanden eerder volgeboekt vertrokken was, en kon het schip zich alleen van de Olympic onderscheiden met de titel "Grootste schip ter wereld".
Voor de reis hadden meer dan 1300 personen geboekt. Verder waren er nog 900 bemanningsleden aan boord. Onder de passagiers waren enkele prominente gasten uit Amerika en Europa, onder wie miljonair John Jacob Astor IV en zijn vrouw Madeleine, de industrieel Benjamin Guggenheim, Isidor en Ida Straus, de eigenaren van het warenhuis Macy's, Margaret Brown, Cosmo Duff-Gordon en zijn vrouw, modeontwerpster Lucy Duff-Gordon en de Amerikaanse presidentsadviseur Archibald Butt. De directeur van de White Star Line, Bruce Ismay en Thomas Andrews, de ontwerper van de Titanic, hadden ook hutten in de eerste klas. 
Ook een prominente Nederlander en twee Belgen voeren mee in de eerste klasse. Jonkheer J. George Reuchlin jr. was directeur van het passagebureau van de Holland Amerika Lijn. Jacob Birnbaum was een diamantair uit Antwerpen, die oorspronkelijk uit Polen kwam en een familiebedrijf had in San Francisco. En Bertha Mayné uit Elsene was een cabaretzangeres die een relatie had met de zoon van een Canadese zakenman. Verder scheepten nog één Belgische passagier in de tweede klas en 22 Belgische emigranten in de derde klasse in.
Onder de bemanning zorgden ongeveer 500 mensen voor de passagiers en 325 voor het schip. 66 personen, onder wie de acht leidinggevende officieren, hadden andere taken. De in de hotelbusiness werkzame bemanning bestond uit 324 stewards en 18 stewardessen. Voor het schip zorgden meestal 35 ingenieurs en technici, 167 bedieners van de stoomketels, 71 kolenstampers en 33 man die de machines olieden. Onder de bemanningsleden bevonden zich ook twee Nederlanders: Hendrik Bolhuis was voorsnijder in het restaurant en Wessel van der Brugge was stoker. Drie Belgische bemanningsleden waren aan boord, te weten de ober Georges Aspeslagh, cellist Roger Bricoux en violist Georges Krins.
Ook werden tijdens de eerste reis vracht en post meegenomen. Bedrijven en firma’s konden hun producten snel en gemakkelijk per luxeschip naar Noord-Amerika vervoeren. Meegenomen werden onder andere machineonderdelen, elektrische apparaten, levensmiddelen, zijde-producten, kledingstukken en sterkedrank.

### Vertrek uit Southampton

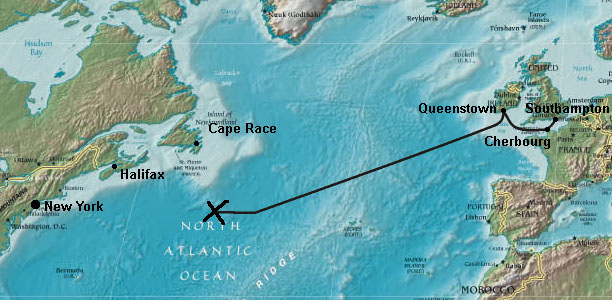
Route van de Titanic. Het kruis geeft aan waar het schip is gezonken.

De Titanic vertrok op 2 april 1912 vanaf de kade van Harland & Wolff in Belfast op zijn eerste reis om naar de haven van Southampton te varen. De Titanic begon zijn eerste reis van Southampton naar New York op woensdag 10 april 1912, met kapitein Edward John Smith. Men gaat ervan uit dat de reis met de Titanic zijn laatste reis als kapitein voor zijn pensioen zou zijn. Vermoedelijk stond die reis eerder gepland voor de eerste reis met de Gigantic.
Het schip vertrok kort na 12 uur uit de haven in Southampton. Vanwege de kolenstaking bevonden zich meer schepen in de haven dan gebruikelijk. De Titanic trachtte de stoomschepen New York en Oceanic voorbij te varen. Daarbij ontstond zuiging, waardoor de New York naar de Titanic werd getrokken. Een botsing kon worden vermeden, maar het vertrek van de Titanic werd met een uur uitgesteld. In de vroege avond ankerde de Titanic voor de haven van Cherbourg in Frankrijk, waar nog 274 passagiers en vracht per tender aan boord werden gebracht. 22 passagiers, die enkel het Kanaal wilden oversteken, verlieten het schip.
Op 11 april ankerde de Titanic tegen de middag voor Queenstown (het tegenwoordige Cobh) in Ierland, waar voornamelijk passagiers met een kaartje voor de derde klas aan boord gingen. Met in totaal 2223 opvarenden was het schip voor twee derde vol. Tegen 13.30 uur begon de reis via de traditionele Noord-Atlantische route naar New York. Zoals gebruikelijk is tussen 15 januari en 14 augustus, ging de koers niet direct naar New York, maar via een zuidelijkere route om het ijsrisico door de koude Labradorstroom te vermijden. Op het punt 42° N, 47° W draaide het schip vervolgens naar het westen om deze koers tot aan het eindpunt te volgen.
Uiteindelijk maakte de Titanic zijn koersverandering later, waardoor het schip zich enkele mijlen zuidelijker bevond. Of dat een voorzorgsmaatregel was, is niet bekend. Kapitein Smith en zijn officieren hadden voor vertrek moeten weten dat het ijsgebied in het zuiden veel groter was, net als voorgaande jaren. Bovendien waarschuwden radioberichten van andere schepen meerdere keren voor ijsvelden en ijsbergen. Maar niet alle waarschuwingsberichten werden doorgegeven aan de brug, omdat men het te druk had met het verzenden van privételegrammen. Daardoor ontbrak de essentiële informatie over de precieze ligging van het ijsveld. Regels werden echter niet overtreden, omdat met een nieuwe radiotechniek werd gewerkt die nog niet noodzakelijk werd geacht voor de leiding van het schip. De brugofficier zou drie tot vier berichten hebben ontvangen, en kapitein Smith zou drie daarvan kennen. Waarschijnlijk waren alle officieren op de hoogte van de waarschuwingen, maar iedereen beschikte over verschillende informatie, waardoor geen van hen ze allemaal kende. Daardoor was de Titanic die avond onverwacht ingesloten in een groot ijsveld.

## De ramp

### Aanvaring met de ijsberg

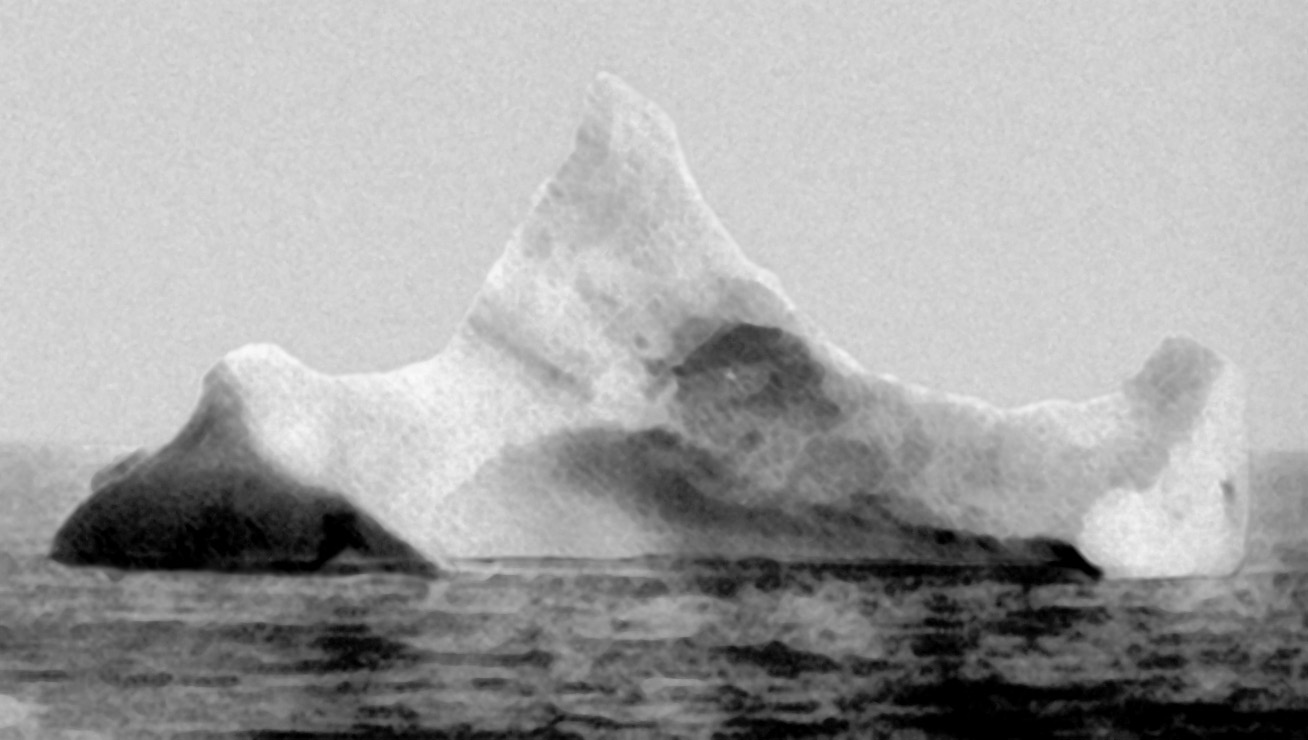
Foto van een ijsberg, gemaakt door een bemanningslid van de Prinz Adelbert op 15 april 1912. Langs de waterlijn werd een rood verfspoor waargenomen, waardoor deze berg wordt gezien als de oorzaak van de ramp

Op 14 april rond 23.40 uur luidde Frederick Fleet, de matroos in het kraaiennest, driemaal de alarmbel toen hij direct voor het schip een ijsberg waarnam. Hij gaf de waarschuwing telefonisch door aan de brug, waar zesde stuurman James Paul Moody opnam. Niet veel later merkte Fleets collega Reginald Lee dat de Titanic aan het draaien was; eerste stuurman Murdoch had de ijsberg eerder ontdekt en was begonnen aan een uitwijkmanoeuvre. De afstand tot de ijsberg was echter zo klein geworden dat succesvol uitwijken niet meer mogelijk was. Met hoge snelheid ramde de Titanic met de voorste stuurboordkant de bijna 300.000 ton zware ijsberg.
Het gevolg was een reeks van beschadigingen aan de romp, die liepen van de boeg tot aan het draaipunt, ergens tussen het vijfde en zesde waterdichte schot. Omdat in de voorste zes compartimenten water naar binnen stroomde, zou het schip onherroepelijk zinken. Vanwege de trim die optrad − de Titanic was ontworpen met een reservedrijfvermogen om met maximaal vier volle compartimenten te blijven drijven − zouden de compartimenten een voor een volstromen met water, aangezien er nog geen eisen gesteld waren voor het doortrekken van waterdichte schotten tot boven de waterlijn. 
Terwijl de voorste vijf compartimenten snel volliepen, werd geprobeerd dat proces in het zesde compartiment te vertragen door het water eruit te pompen. In het eerste uur stroomde tussen de 22.000 en 25.000 ton water het schip binnen. De Titanic had een trim van 5 graden in de kop, wat op dat moment door de meeste personen nog niet als bedreigend werd beschouwd. In het volgende uur kwam nog eens 6000 ton water binnen, wat niet leidde tot een drastische verandering in de trim naar voren. Toch vonden op dat moment steeds meer kleinere overstromingen plaats in niet-waterdichte openingen in het schip, zoals patrijspoorten, luchtschachten en laadluiken in de onder de waterlijn gelegen boeg. Daardoor werd het zinkproces aanzienlijk versneld.
Latere theorieën suggereren dat Murdoch misschien beter recht op de ijsberg had kunnen varen en daarbij alleen het bevel "volle kracht achteruit" had kunnen geven. In dat geval zou de schade weliswaar groot zijn geweest, maar waarschijnlijk niet zodanig dat het schip dan ook zou zijn gezonken. Op het moment zelf was het echter logisch dat Murdoch de uitwijkmanoeuvre had ingezet.

### Evacuatie

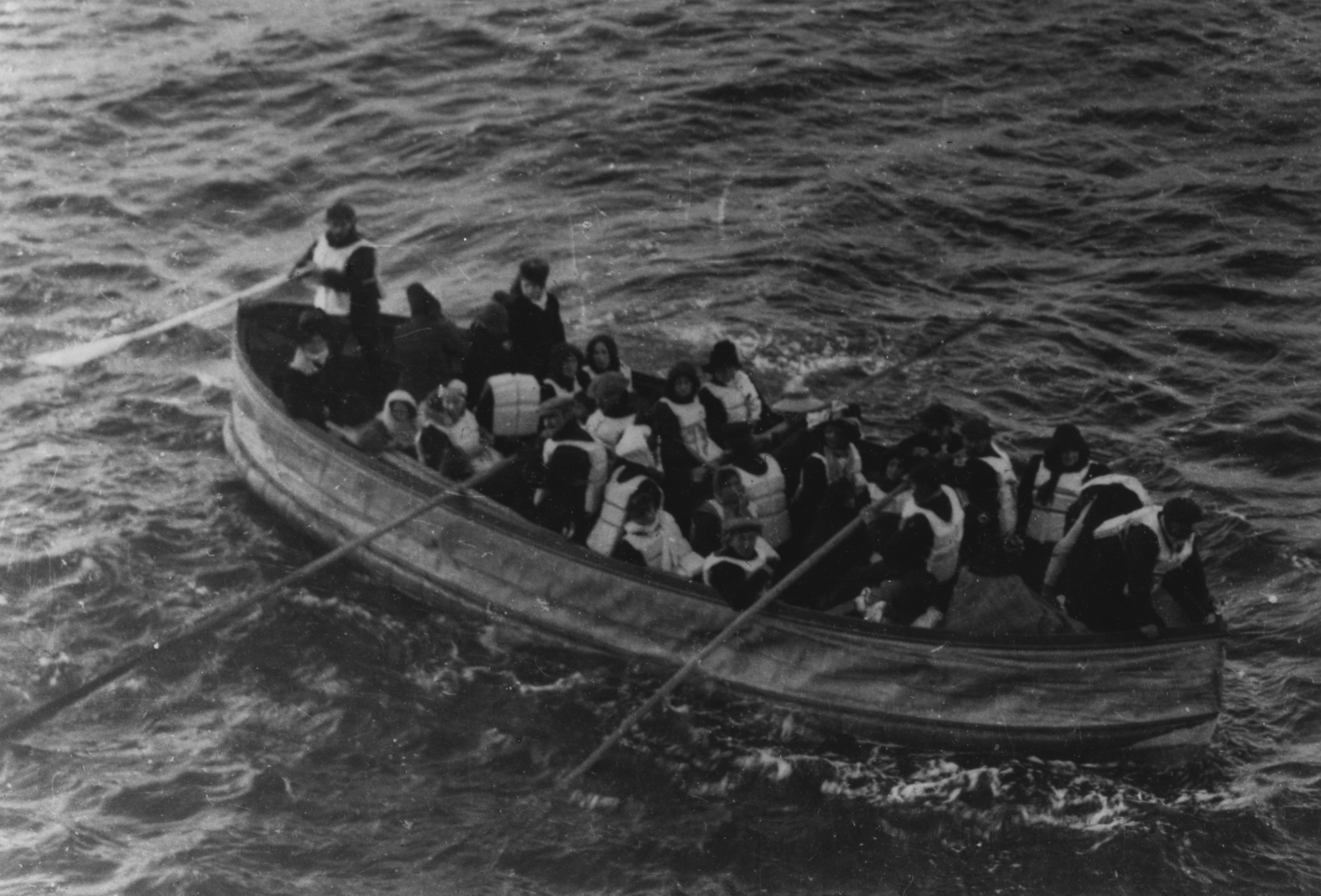
Reddingssloep D, de laatste reddingssloep die succesvol te water werd gelaten

Nadat de omvang van de schade opgenomen was en scheepsbouwkundige Thomas Andrews had geconcludeerd dat het schip zou gaan zinken, gaf kapitein Smith de marconisten John George Phillips en Harold Sidney Bride om 00.15 uur het bevel noodoproepen CQD naar andere schepen te verzenden. Het dichtstbijgelegen schip was de Carpathia, dat binnen vier uur ter plaatse zou kunnen zijn. Nadat verschillende bemanningsleden in de verte lichten van een schip meenden te hebben gezien, werd om 00.45 uur bevolen met behulp van vuurpijlen contact met het schip op te nemen; een antwoord bleef echter uit.
Nadat de kapitein om 00.45 uur − ongeveer 65 minuten na de aanvaring en nadat de aanbeveling reddingsvesten aan te doen door de eerste klas als overdreven werd ervaren − het sein tot schip verlaten gaf, werd de eerste reddingssloep te water gelaten. De officieren en bemanningsleden werd uitdrukkelijk verzocht de evacuatie aan de passagiers als een soort oefening te presenteren, om te voorkomen dat paniek zou ontstaan. Men bleef echter aandringen reddingsvesten aan te doen. 
Officieel gold de regel Vrouwen en kinderen eerst, maar meestal was het van belang op welke plaats van het schip men zich bevond of in welke klasse men reisde. De officieren die de reddingssloepen moesten bezetten hielden er ieder andere regels op na. Aan bakboord liet tweede stuurman Lightoller principieel geen mannen toe, zelfs wanneer een boot nauwelijks gevuld was, omdat geen enkele vrouw bereid was het schip – dat nog intact leek te zijn – te verlaten. Volgens ooggetuigenverslagen mocht een moeder haar dertienjarige zoon niet meenemen in een reddingssloep, omdat de stuurman het kind aanzag voor een volwassen man. Anderzijds hadden mannen (onder wie veel bemanningsleden) aan stuurboord, waar stuurman Murdoch toezicht hield, weinig problemen in een sloep terecht te komen. Soms mochten zij sowieso plaatsnemen, in andere gevallen alleen als er nog plaats was. Daardoor werden aan stuurboord meer mensen gered dan aan bakboord.
De volgende tabel laat zien hoeveel mensen in welke boot zaten bij de tewaterlating. De cijfers zijn gebaseerd op cijfers die aan het licht kwamen tijdens het Amerikaanse en Britse onderzoek na de ramp. De sloepen met de oneven nummers (plus de opvouwbare sloepen A en C) werden aan stuurboord neergelaten, die met de even nummers (plus de opvouwbare sloepen B en D) aan bakboord.
| Tijdstip van tewaterlating | Sloepnummer | Nominale capaciteit | Inzittenden bij tewaterlating |
| --- | ----------- | ------------------- | ----------------------------- |
| 00.45 | 7           | 65                  | 28                            |
| 00.55 | 6           | 65                  | 28                            |
| 00.55 | 5           | 65                  | 41                            |
| 01.00 | 3           | 65                  | 40                            |
| 01.10 | 1           | 40                  | 12                            |
| 01.10 | 8           | 65                  | 28                            |
| 01.20 | 10          | 65                  | 55                            |
| 01.20 | 9           | 65                  | 56                            |
| 01.25 | 11          | 65                  | 70                            |
| 01.25 | 12          | 65                  | 43                            |
| 01.30 | 14          | 65                  | 60                            |
| 01.35 | 16          | 65                  | 56                            |
| 01.35 | 13          | 65                  | 64                            |
| 01.35 | 15          | 65                  | 70                            |
| 01.40 | C           | 47                  | 39                            |
| 01.45 | 2           | 40                  | 25                            |
| 01.55 | 4           | 65                  | 40                            |
| 02.05 | D           | 47                  | 44                            |
| 02.17 | A           | 47                  | 12*                           |
| 02.17 | B           | 47                  | 12**                          |
| | Totaal      | 1.178               | 823                           |
| Nadat de boeg rond 02.17 een plotse duik maakte en het voorste deel van het sloependek werd overspoeld, kwam: * deze sloep gewoon los te drijven. ** deze sloep ondersteboven te liggen. |             |                     |                               |

Van de 1178 plaatsen in de reddingssloepen werden aldus slechts 823 benut (waarbij ook nog eens komt dat sommige mensen overleden in de sloepen). Uiteindelijk zouden in totaal 705 mensen de ramp overleven. Ondanks de capaciteit van gemiddeld 65 passagiers per sloep werden enkele sloepen maar voor de helft bezet. Het meest controversieel was stuurboordsloep 1, goed voor veertig plaatsen: hij werd met slechts twaalf personen te water gelaten. Men geloofde namelijk niet dat de sloepen stevig genoeg waren voor grote aantallen mensen; Harland and Wolff had nooit verteld dat de sloepen dermate beproefd waren, dat ze met een bezetting van 65 personen (voor de grote sloepen) konden worden neergelaten. Daar kwam bij dat er nooit op evacuatie was geoefend; zelfs de bemanningsleden wisten meestal niet in welke boot ze waren ingedeeld. Zo waren in de ene boot te veel en in een andere juist te weinig mensen. 
Bovendien zag de Titanic er op dat moment nog betrouwbaar en stabiel uit en was de helling nog nauwelijks waarneembaar. De meeste opvarenden geloofden dat zij aan boord van het schip beter af waren dan in een reddingssloep. Mogelijk droeg ook het orkest onder leiding van dirigent Wallace Hartley bij aan het beperkte gevaarbewustzijn. De acht muzikanten, van wie niemand de ramp overleefde, speelden op verzoek van de scheepsleiding op het dek ragtime-muziek om te voorkomen dat paniek zou ontstaan. Volgens de overlevering zou de band tot vlak voor het zinken hebben doorgespeeld, waarbij ten laatste de hymne Nearer, my God, to Thee ten gehore gebracht zou zijn. Toen duidelijk werd dat het schip zou zinken en er nog maar weinig reddingssloepen resteerden, brak alsnog paniek uit onder de bemanning en de passagiers. De laatste sloepen die te water werden gelaten waren dan ook met meer dan 70 personen overvol.
In de haast waarmee de evacuatie plaatsvond, was weinig tijd voor het klaarmaken van de opvouwbare reddingssloepen A en B. Deze boten lagen op het dak van het officiersverblijf en konden slechts met moeite worden losgemaakt. Twee stuurlieden besloten op het laatste moment de opvouwbare sloep B vrij te maken. In tegenstelling tot de andere sloepen was deze inklapbaar en had hij een geringe capaciteit. Ongelukkigerwijze viel de boot verkeerdom op het dek. Sloep A kwam wel goed op het dek terecht, maar de Titanic maakte plotseling slagzij naar bakboord. Toen de boeg niet lang daarna onder water dook, dreven beide boten weg. Uiteindelijk kwamen tien tot vijftien mensen in sloep A terecht, terwijl tussen de twintig en dertig zwemmers sloep B wisten te bereiken - onder wie stuurman Lightoller, die zo de ramp overleefde.
De laatste reddingssloep, opvouwbare sloep D, verliet de Titanic om 02.05 uur. Hoewel de marconisten van hun plichten waren ontslagen, zonden ze nog enkele minuten lang berichten uit. Tegen 02.10 was ketelruim 4, het zevende waterdichte compartiment vanaf de boeg gezien, compleet met water gevuld. Ongeveer 40.000 ton water drukte de boeg naar beneden, en het water bereikte bijna de scheepsbrug en begon op het dek te stromen. Rond deze tijd werd ook ketelruim 2 ontruimd vanwege het instromende water. De voorste schoorsteen brak af en stortte in het water, waarbij hij een aantal mensen verpletterde. De trim in de boeg nam extremere vormen aan en normaal werk in de ketel- en machineruimten werd onmogelijk.
Toch slaagde hoofdwerktuigkundige Joseph Bell er samen met zijn stokers en 34 werktuigkundigen en technici in om het schip tot vlak voor het definitieve zinken, met uitsluitend ketelruim 2 en 3 te voorzien van energie voor de pompen en verlichting. Ze deden dit door de stroomgeneratoren intact te houden en te laten werken. Het zinkproces werd namelijk met behulp van de pompen vertraagd, waardoor op het dek meer tijd was de reddingssloepen te water te laten. 
Rond 1:00 uur begaf het waterdichte schot tussen de ketelruimen 6 en 5 het door het stijgende water. Jonathan Shepherd, die een been had gebroken toen hij in een mangat stapte, Bertie Wilson en Herbert Harvey, werden door het kolkende water overvallen. Alleen stoker Fred Barrett wist met een sprong de stalen ladder te bereiken en naar het bovenliggende dek te klimmen. De overige machinisten, die in ketelruim 4 werkten, kregen om 1:15 uur het bevel het dek op te gaan en reddingsvesten om te doen, omdat het een verloren strijd was ketelruim 4 te behouden. De machinisten, oliemannen en tremmers belandden op het kuildek, de derde klaspromenade in de achtersteven. Olieman Fred Scott was een van de weinigen die via het tweedeklas promenadedek het bootdek wist te bereiken en gered werd. De meeste bemanningsleden, onder wie alle machinisten, bleven achter, omdat ze hoorden dat de boot die op dat moment te water werd gelaten de laatste was. Ze bleven ongeveer 50 minuten wachten totdat de Titanic onder water verdwenen was. Uiteindelijk werd nog een tremmer opgepikt, maar geen van de 35 technici overleefde de ramp.
Direct na de ramp ontstond de mythe dat de machinisten tot het einde benedendeks op hun post waren gebleven en met het schip ten onder waren gegaan, een verhaal dat door het Engelse onderzoek werd uitgedragen en door het publiek omarmd.

### DeTitaniczinkt

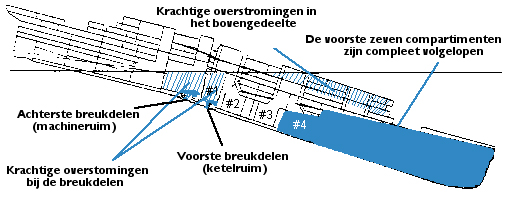
De Titanic breekt doormidden.

Rond 02.18 uur bereikte het zinkproces zijn hoogtepunt: door de onevenredige verdeling van het water over het schip, werd een enorme kracht uitgeoefend op het voorste gedeelte van de Titanic, waardoor het buigend moment de scheepssterkte overschreed en het schip ter hoogte van ketelruim 1 doormidden brak. Even daarvoor werd het scheepsnet verbroken door een algemene kortsluiting en vielen alle lichten op het schip uit, waardoor het schip in het donker lag. De boeg lag na de breuk compleet onder water, terwijl de achtersteven opnieuw omhoog werd getrokken en uiteindelijk tegen 02.20 uur naar de ruim 3800 meter diepe bodem van de oceaan zonk.
1522 van de 2223 passagiers en bemanningsleden kwamen om het leven, onder wie kapitein Smith die vrijwillig met zijn schip ten onder ging. Sommigen beweren dat hij zelfmoord heeft gepleegd door zich in zijn hut op te sluiten tot uiteindelijk de ramen barstten. Anderen zeggen dat hij nog een kind uit het water heeft gered en dat daarna geen van de overlevenden hem nog gezien heeft. Thomas Andrews deed geen moeite van de boot af te komen en ging samen met zijn ontwerp ten onder. Ook bekende tijdgenoten als Benjamin Guggenheim, Isidor Straus, John Jacob Astor IV, Jacques Futrelle en Charles M. Hays overleefden de ramp niet.
De drie Nederlanders aan boord van de Titanic (passagier jonkheer Johan George Reuchlin, scheepskok Hendrik Bolhuis en stoker Wessel van der Brugge) kwamen allen om het leven. Van de 24 Belgische passagiers, waarvan er twee in de eerste klas zaten, één in de tweede klas en de overigen in de derde klas, overleefden slechts zeven de ramp, waaronder Mathilde Pede.  De drie Belgische bemanningsleden kwamen om.

### Redding door deCarpathia

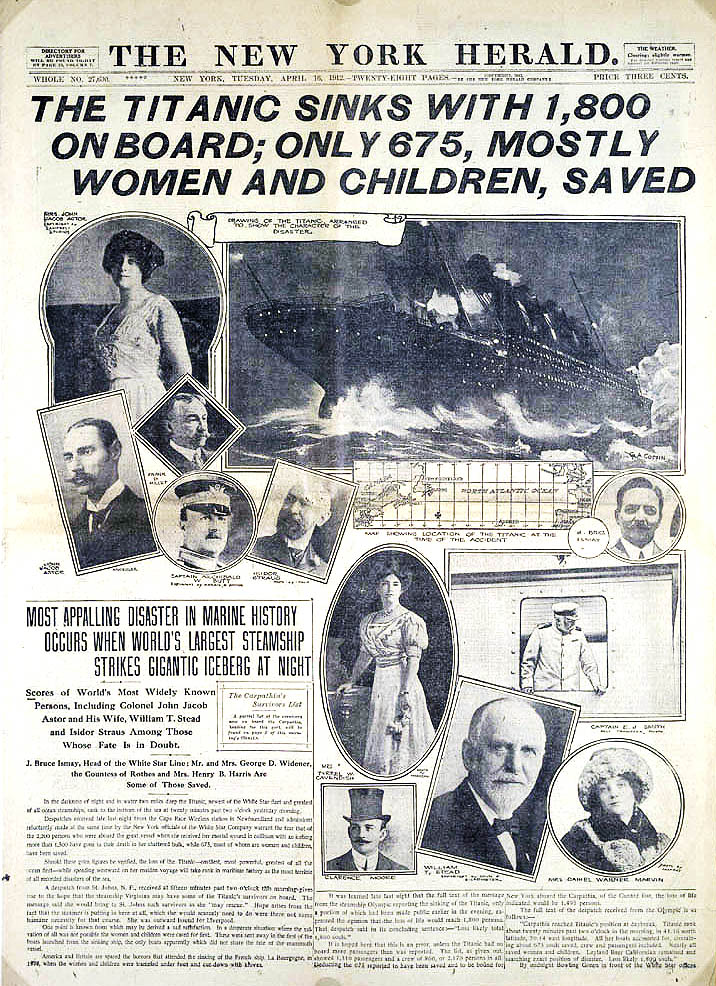
Kranten plaatsten direct na de ramp onjuiste aantallen, die tot de officiële bekendmaking tot veel geruchten leidden.

Na de ondergang moesten de geredde mensen in de reddingssloepen nog ongeveer twee uur wachten voordat ze aan boord van de Carpathia konden worden genomen. In de nacht van de ramp was het zeer koud, en de watertemperatuur lag onder het vriespunt. De meeste slachtoffers stierven aan onderkoeling, en werden door de Carpathia - met aan boord kapitein Arthur Rostron - om 04.10 uur ’s nachts aangetroffen.
Hoewel in de reddingssloepen nog ruim honderd plaatsen vrij waren, besloten de inzittenden niet terug te keren naar de rampplek, bang alsnog te zinken door het enorme aantal mensen dat zou proberen aan te klampen of door de zuiging van de zinkende Titanic naar beneden gezogen te worden; proefondervindelijk onderzoek heeft echter aangetoond dat er praktisch geen zuiging was. Alleen bakboordsloep 4 keerde terug naar de rampplek, en kon slechts vijf overlevenden redden, waarvan er later nog twee in de boot stierven. 
Tegen 03.00 uur, ongeveer 40 minuten na de ondergang van de Titanic, verstomden ook de laatste hulpkreten uit het water. Ondertussen keerde ook bakboordsloep 14 terug, onder leiding van vijfde stuurman Harold Godfrey Lowe, nadat hij eerst de passagiers van zijn sloep naar de bakboordsloepen 4, 10, 12 en opvouwbare sloep D had overgeplaatst om meer plaats te maken in zijn sloep voor eventuele overlevenden. Vier personen werden gered die zichzelf in leven hadden kunnen houden met drijvende scheepsonderdelen. Carl Jansson is een van de overlevenden die door deze bakboordsloep werd opgevangen. Volgens de onderzoeksberichten overleefden slechts 705 mensen de ramp.
De volgende tabel toont het aantal overlevenden, opgesplitst naar de klasse waarin men verbleef. Net als andere gegevens met betrekking tot het aantal overlevenden en overledenen, verschillen deze aantallen van bron tot bron. Het is dan ook meer een indicatie van de overlevingskansen van de drie klassen.
| Klas      | Aantal | Gered | Gered in % | Slachtoffers | Slachtoffers in % |
| --------- | ------ | ----- | ---------- | ------------ | ----------------- |
| 1e klas   | 329    | 199   | 60,5       | 130          | 39,5              |
| 2e klas   | 272    | 119   | 43,8       | 153          | 56,2              |
| 3e klas   | 710    | 174   | 24,5       | 536          | 75,5              |
| Bemanning | 897    | 212   | 23,6       | 685          | 76,4              |
| Totaal    | 2208   | 704   | 31,9       | 1504         | 68,1              |

Zoals uit de tabel valt af te lezen hadden de passagiers uit de derde klasse een kleinere overlevingskans dan die uit de eerste. Dat was niet alleen om redenen van standsverschil, maar ook vanwege de slechte toegang tot de reddingssloepen. Omdat het voorste deel van het bovengelegen dek voor de eerste klasse en het achterste gedeelte voor de tweede klasse bestemd was, hadden de passagiers uit de derde klas in normale omstandigheden geen toegang tot dat dek. 
De in het schip aanwezige verbindingen tussen de verschillende klassen waren tijdens de reizen naar Amerika met hekken en deuren gesloten. Volgens ooggetuigenberichten waren sommige doorgangen ook tijdens de ramp gesloten. Passagiers zouden via de buitentrappen naar de andere dekken kunnen komen, maar de meeste passagiers van de derde klas gingen op het laatste moment naar het dek, toen bijna alle reddingssloepen waren vertrokken. Dat kwam door de slechte informatieverstrekking op het schip. Een alarmsysteem, of ander communicatiemiddel om de passagiers tijdig te waarschuwen, ontbrak. 
Bovendien beschikte de eerste klas over veel personeel dat de passagiers kon waarschuwen en naar het sloependek begeleiden. In de derde klas was de bemanning lang niet zo omvangrijk, en veel passagiers werden daar pas wakker doordat ze haast uit hun bed vielen door het hellen van de Titanic. Toch was de communicatie ook in de tweede klas slecht ten opzichte van de eerste klas. Ongetwijfeld hadden de passagiers uit de hogere klassen een bevoorrechte positie; maar niettemin bevonden zich onder de slachtoffers ook de vier rijkste mannen aan boord.
De beroemdste overlevende was Bruce Ismay, de directeur van de White Star Line, die met de opvouwbare reddingssloep C gered werd. Hij wist zichzelf in veiligheid te brengen, terwijl hij waarschijnlijk een belangrijke bijdrage had geleverd aan de ramp. De personen die daarover uitsluitsel hadden kunnen geven zijn echter allen omgekomen: kapitein Smith, de stuurlieden Murdoch en Moody, die ten tijde van de aanvaring op de brug aanwezig waren, Thomas Andrews als vertegenwoordiger van de werf Harland and Wolff, en alle werktuigkundigen en technici op de Titanic.

### Aankomst in New York

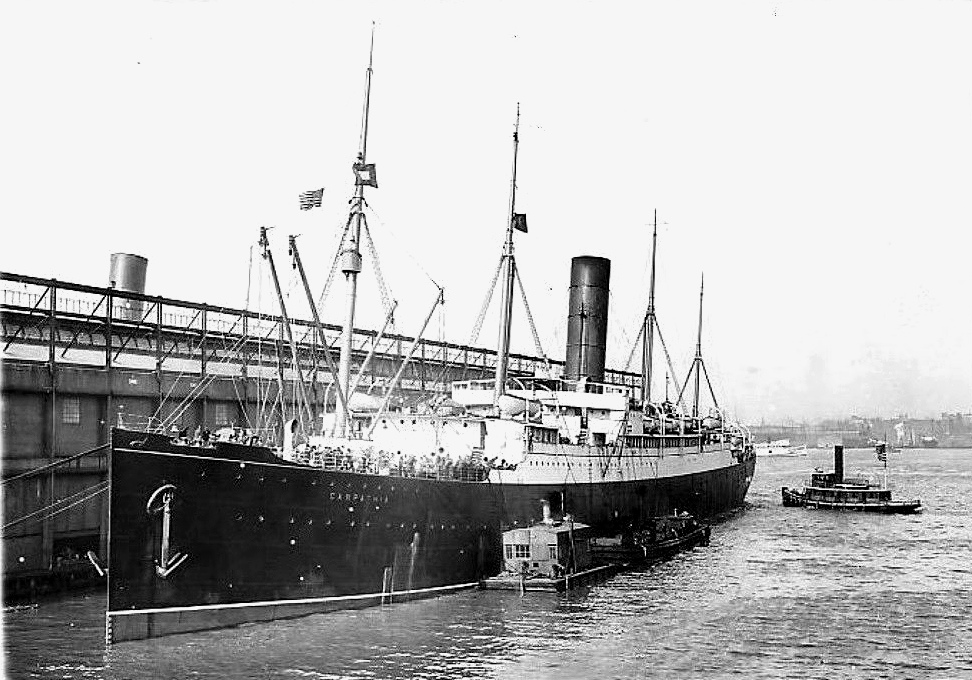
De Carpathia legt aan bij Pier 54, waarna de overlevenden worden opgevangen.

In New York berichtten de ochtendkranten van 15 april slechts over het feit dat de Titanic tegen een ijsberg was gevaren. Later kopte The New York Times wat niemand ooit voor mogelijk had kunnen houden: "De Titanic is gezonken!"
De Carpathia kwam op 17 april 1912 aan in de haven van New York. Op pier 54 stonden ruim 30.000 mensen in de stromende regen te wachten. Nadat alle overlevenden geïdentificeerd waren, konden zij hun familie opzoeken. Passagiers uit de eerste klasse vertrokken naar luxehotels of naar hun klaarstaande privévoertuig. Anderen, waaronder de Belgische zangeres Mathilde Pede, werden door hulpverleners opgevangen.
De White Star Line stuurde het schip MacKay-Bennett om lichamen uit de oceaan te halen. 190 lichamen werden teruggebracht naar Halifax in Nova Scotia, waaronder het lichaam van John Jacob Astor IV. Een aantal lichamen kon niet worden geïdentificeerd; een deel daarvan werd anoniem begraven in het Fairview Cemetery. De meeste lichamen die niet geïdentificeerd werden, kregen echter een zeemansgraf, samen met een aantal gestorven bemanningsleden. In totaal werden 306 lichamen gevonden door de MacKay Bennett. Later werden nog 22 lichamen geborgen door twee andere schepen, zodat het totaal op 328 komt. Ook deze werden naar Halifax gebracht, waar de overledenen werden overgedragen aan hun nabestaanden of verder getransporteerd naar een andere bestemming.

### Belgische en Nederlandse opvarenden
Belgische opvarenden
- Aantal aanwezig: 27[17]
- Aantal overleden: 20[18]

1e klasse

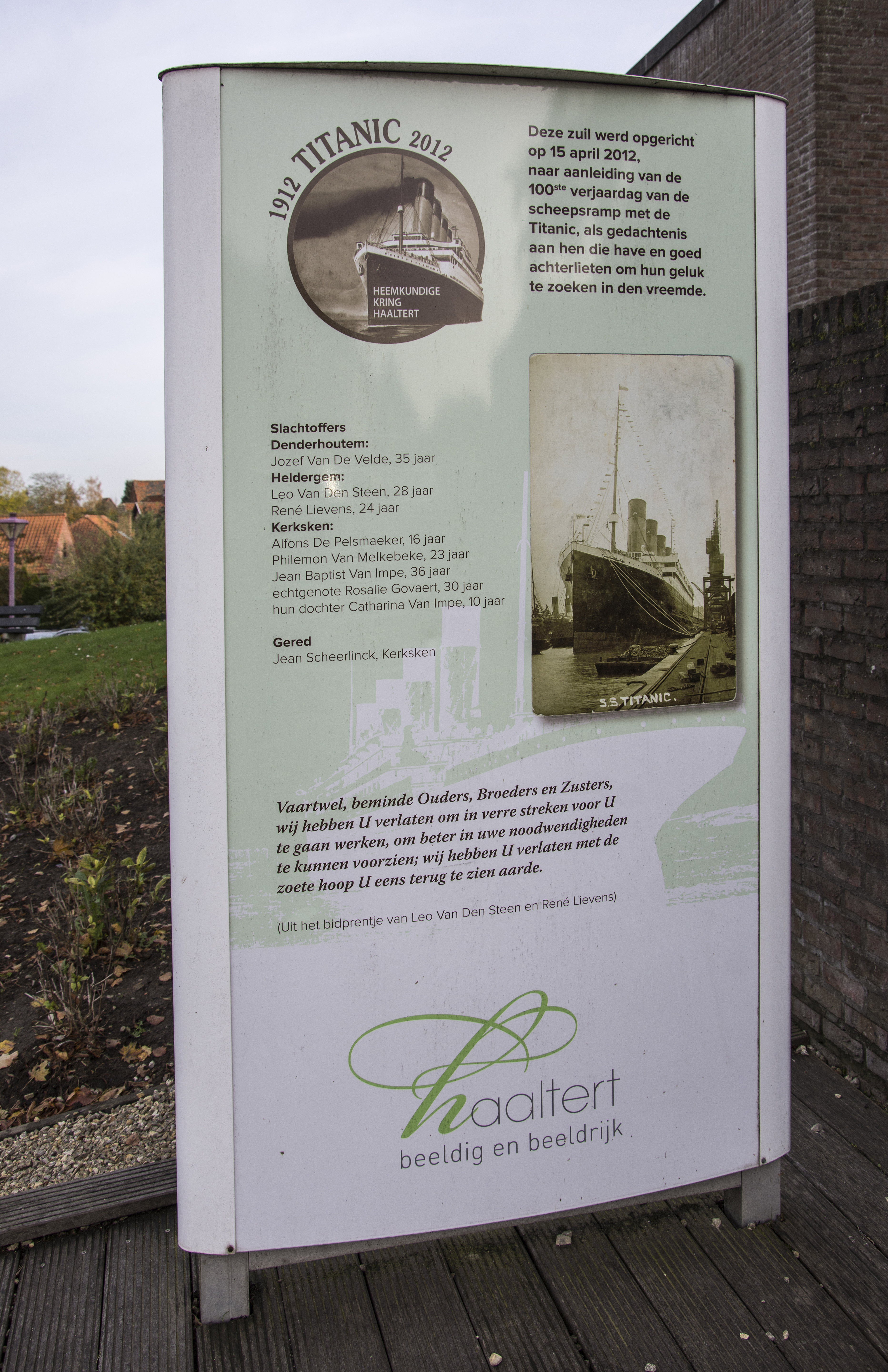
Gedenkzuil te Kerksken (Haaltert)

- † Jacob Birnbaum uit Antwerpen (24 jaar)
- Bertha Mayné uit Elsene (24 jaar)

2e klasse
- Mathilde Pede uit Gent (37 jaar) - gered

3e klasse
- † Achille Waelens uit Ruddervoorde (22 jaar)
- † Philemon Van Melkebeke uit Kerksken (23 jaar)
- † Alphonse De Pelsmaeker uit Kerksken (16 jaar)
- † Jan-Baptist Van Impe uit Kerksken (36 jaar)
- † Rosalie Govaert uit Kerksken (30 jaar)
- † Catharina Van Impe uit Kerksken (10 jaar)
- Jean Scheerlinck uit Kerksken (29 jaar) - gered
- Theodoor De Mulder uit Aspelare (30 jaar)
- † Leo Vanderplancke uit Hille (15 jaar)
- † Augusta Vanderplancke uit Hille (18 jaar)
- † Jules Vanderplancke uit Hille (31 jaar)
- † Emelie Vandemoortele uit Hille (31 jaar)
- † Victor Vandercruyssen uit Hille (46 jaar)
- Jules Sap uit Hille (21 jaar)
- † Léon Hampe uit Westrozebeke (19 jaar)
- † Nestor Vandewalle uit Westrozebeke (28 jaar)
- † Camiel Wittevrongel uit Westrozebeke (36 jaar)
- † Jozef Van De Velde uit Denderhoutem (35 jaar)
- † Leo Van Den Steen uit Heldergem (28 jaar)
- † René Lievens uit Heldergem (24 jaar)
- Guillaume De Messemaeker uit Wilsele (36 jaar)
- Anna De Becker uit Werchter (36 jaar)

Bemanning
- † Georges Krins uit Luik (23 jaar), violist
- † Georges Aspeslagh uit Oostende (26 jaar), ober in eersteklasrestaurant

Nederlandse opvarenden
- Aantal aanwezig: 3
- Aantal overleden: 3

1e klasse
- † Johan George Reuchlin uit Rotterdam (37 jaar)

Bemanning
- † Wessel van der Brugge uit Delfshaven (38 jaar), stoker
- † Hendrik Bolhuis uit Wittewierum (27 jaar), scheepskok

## De schuldvraag
Toen op 24 april 1912 de Olympic zou vertrekken uit Southampton, gaven de stokers te kennen dat ze niet meer op een schip wilden varen dat niet over een toereikend aantal reddingssloepen beschikte. De reis met de Olympic werd daardoor afgelast.
De ramp, die de ondergang van de Titanic betekende, leidde op 12 november 1913 tot de eerste SOLAS-conferentie (First International Conference on the Safety of Life at Sea; Eerste Internationale Conferentie over de Veiligheid van Leven op Zee).
Direct na de ondergang van de Titanic volgde van 19 april 1912 tot 25 mei 1912 een zeventien dagen durend onderzoek van de Amerikaanse Senaat waarbij meer dan 82 getuigen van de scheepsramp werden ondervraagd. De Britten stelden daaropvolgend een eigen onderzoekscommissie aan, die tussen 2 mei 1912 en 3 juli 1912 de ramp onderzocht en 97 getuigen ondervroeg.
Uit de onderzoekingen werd geconcludeerd dat de Titanic met een te hoge snelheid door het gevaarlijke water had gevaren, dat in de reddingssloepen slechts plaats was voor de helft van de opvarenden, en dat de Californian die ten tijde van de ramp in de buurt was niet te hulp kon schieten omdat haar marconist op dat moment sliep. Deze resultaten leidden tot een lange lijst van nieuwe voorschriften. Na de ondergang van het schip moest voor iedere opvarende een plaats beschikbaar zijn in een reddingssloep, en zou voor vertrek onderzocht moeten worden of dat ook echt zo was. Verder moeten schepen sindsdien continu een marconist beschikbaar hebben.
In de literatuur over de ramp van de Titanic worden namen genoemd van mannen die er in het bijzonder verantwoordelijkheid voor droegen. Dat zijn Joseph Bruce Ismay, algemeen directeur van de White Star Line, William MacMaster Murdoch, de eerste stuurman van de Titanic en Stanley Lord, de kapitein van de Californian.

### Het gedrag van Bruce Ismay en kapitein Smith

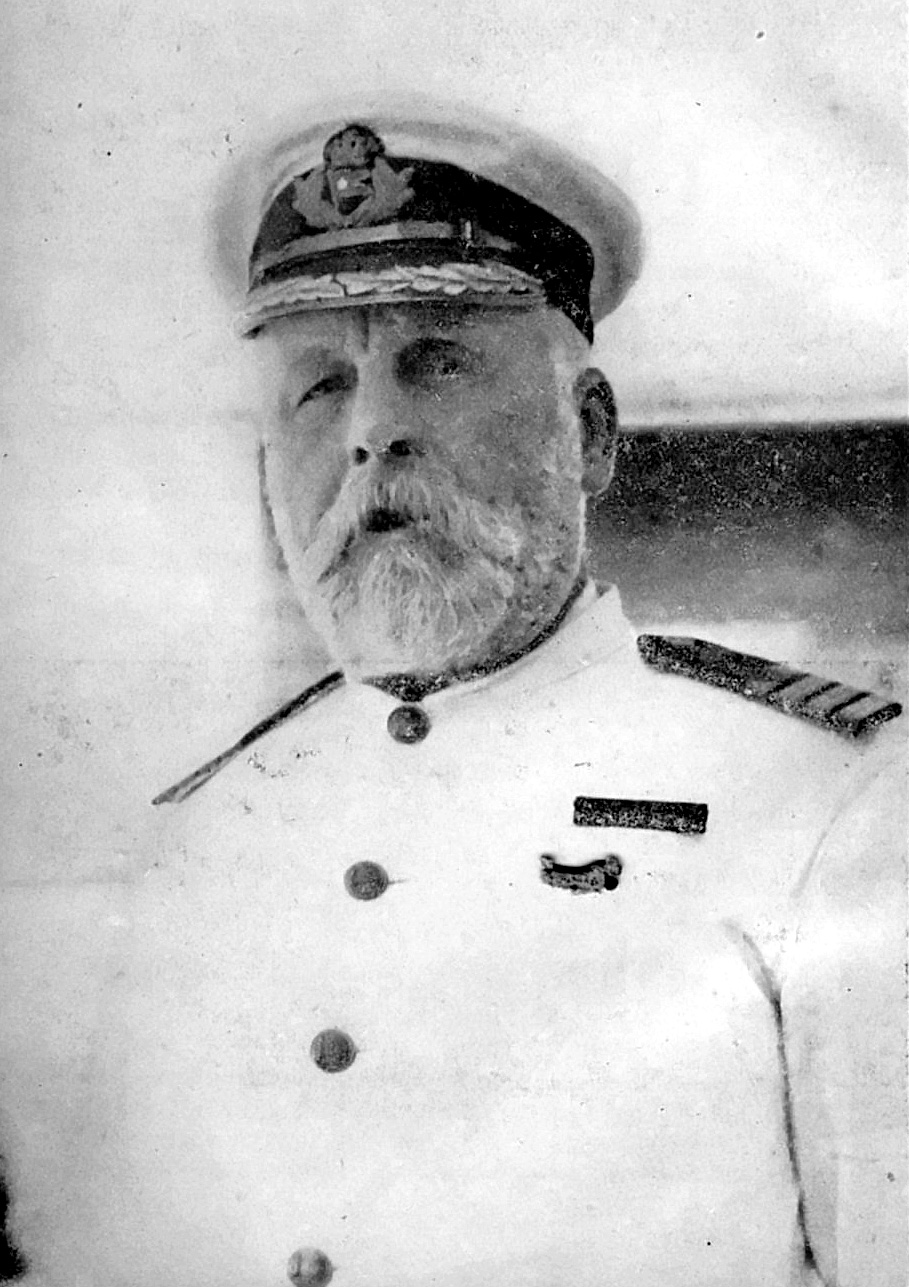
Kapitein Edward John Smith zou zich door Bruce Ismay hebben laten overhalen geen vaart te minderen.

Ismay werd ervan beschuldigd dat hij kapitein Smith zou hebben overgehaald geen vaart te minderen, om op die manier te demonstreren dat de Titanic sneller was dan de Olympic, zodat hij een nieuw record kon vestigen. Ismay verklaarde later dat hij slechts als een normale passagier op het schip is geweest, maar overlevenden herinnerden zich gesprekken tussen Ismay en kapitein Smith over de snelheid van het schip en over ijswaarschuwingen. Wat het onderwerp van de discussie tussen beide heren was doet in principe niet ter zake, het maakt de verantwoordelijkheid van de kapitein er niet minder om. Er zijn geen andere redenen waarvoor kapitein Smith zou kunnen worden berecht. Alleen dat hij de ijswaarschuwingen negeerde en op bijna maximale snelheid bleef varen valt hem zonder twijfel aan te rekenen.
Na onderzoek bleek echter dat kapitein Smith geen nalatigheid kan worden verweten, omdat zijn gedrag in die tijd normaal was op snelle stoomschepen. Zelfs de kapiteins van de belangrijkste concurrenten gaven toe net zo te handelen als ze in dezelfde situatie waren terechtgekomen. In die tijd werd gedacht dat wanneer men in een gebied met ijsbergen kwam, het van belang was om dit gebied zo snel mogelijk te verlaten. Hierdoor werd doorgaans geen snelheid geminderd. 
Het besluit van kapitein Smith wordt nu gezien als een inschattingsfout bij de nachtelijke zichtbaarheid van de ijsbergen ten tijde van de ondergang van de Titanic. Het was die nacht redelijk helder, maar vanwege de nieuwe maan betrekkelijk donker. Het was windstil en de zee was spiegelglad, zodat geen golven te zien waren die tegen de ijsbergen aanklotsten. Het ijsveld zelf was veel groter en verder uitgestrekt naar het zuiden dan voorgaande jaren. De enorme afmetingen van de ijsbergen waren niet precies bekend; pas na de ramp werd de International Ice Patrol opgericht die plaats en beweging van de ijsbergen in kaart bracht en deze informatie doorgaf aan de schepen. Ook heeft Smith de Titanic niet roekeloos op volle snelheid laten varen, hij wilde alleen zijn vertraging in Southampton wegwerken en op tijd in New York aankomen. Twee van de 29 ketels stonden niet aan.

### Eerste stuurman Murdoch en de uitwijkmanoeuvre
De bij de ondergang omgekomen eerste stuurman William MacMaster Murdoch werd verweten dat hij na het zien van de ijsberg verkeerd zou hebben gehandeld, omdat hij de Titanic naar bakboord stuurde en de scheepstelegraaf op Vol achteruit had gestaan toen vierde stuurman Boxhall de brug opkwam. Het machinebevel zou de uitwijkmanoeuvre hebben uitgesteld. Deze kritiek komt echter niet overeen met de besturing van een zo groot schip, want dan had Murdoch daar bij zijn bevel rekening mee gehouden; op de uitwijkmanoeuvre kon het om technische redenen geen invloed hebben. Alleen al het omschakelen van de machines bij normale snelheid op zee duurt 20 seconden. Bovendien waren de werktuigkundigen die de machines bestuurden niet in de directe omgeving van de regulateur, waardoor nog meer tijd verloren ging. Tussen de havens van Queenstown en New York lag een dagenlange reis, waarin gewoonlijk helemaal geen bevel werd gegeven, en bovendien was er ander werk voor de technici.

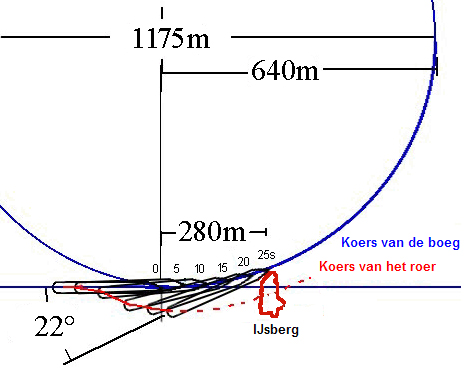
De draaicirkel van de Titanic. In rood: afgelegde weg van het roer, in blauw: afgelegde weg van de boeg.

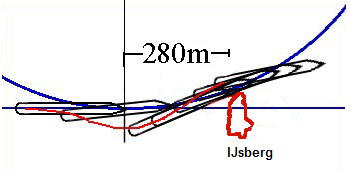
Uitwijkmanoeuvre: tijdig naar stuurboord sturen moest voorkomen dat het hele schip met de ijsberg in aanraking kwam.

Zelfs als wordt aangenomen dat het uitstel tien seconden duurde, was er te weinig tijd om te voorkomen dat het schip de ijsberg zou raken. Een ander bewijs dat de machines niet achteruit liepen vormt het ontbreken van trillingen. Het in volle vaart omschakelen naar de achteruit zou enorme trillingen in en rondom het schip tot gevolg hebben, die echter niet gerapporteerd werden door overlevenden. Alleen vooraan het schip zouden vóór de aanvaring met de ijsberg enkele trillingen zijn waargenomen. Het is overigens, gezien het omschakelen van de machines, niet realistisch dat Murdoch probeerde uit te wijken met behulp van de machines, terwijl het voldoende was om alleen de linkerschroef van het schip in zijn achteruit te zetten; om uit te wijken waren twee bevelen nodig. Dat betekent dat de machines in korte tijd twee keer moesten omschakelen. Zoals te zien is op de situatieschets hiernaast ("Draaicirkel"), is de draaicirkel van het achterschip groter dan aan de boeg, in het geval van de Titanic bijna 23 meter. Uit later onderzoek is gebleken dat de Titanic voor de aanvaring met de ijsberg twee streken (22,5°) naar bakboord was gedraaid, waardoor de boeg 59 meter aan bakboord en het achterschip ongeveer 41 meter stuurboord van de oorspronkelijke koers lag.
Was het schip slechts naar bakboord gestuurd, dan had het over de gehele lengte de ijsberg geraakt. Om dat te voorkomen moest het op tijd naar stuurboord draaien. Daarom stuurde de bemanning het schip vóór het draaipunt, dat bij de Titanic rond de voorste schoorstenen lag, op het moment dat de ijsberg geraakt was naar rechts (hefboomprincipe). Het achterschip draaide van de ijsberg weg (zie afbeelding "Uitwijkmanoeuvre"). Zodoende ontstonden de lekken in het schip alleen vóór het draaipunt. Murdoch heeft dus ten tijde van de aanvaring in korte tijd een deels succesvolle uitwijkmanoeuvre uitgevoerd.
Toch wordt verondersteld dat Murdoch beter niets had kunnen ondernemen, behalve de machines te stoppen. Als de Titanic frontaal tegen de ijsberg was gevaren, zou de schade veel erger zijn geweest, maar zou deze wel beperkt zijn gebleven tot de voorste 30 meter van het schip. In het ergste geval zouden de voorste drie compartimenten zijn volgelopen met water, maar dat zou geen verdere nadelige gevolgen hebben gehad, omdat het schip zelfs met vier volgelopen compartimenten kon blijven drijven. Hooguit zou een groot aantal bemanningsleden in hun hutten bij de boeg omkomen. Maar Murdoch was door het ontbreken van enige manier tot afstandsmeting niet in staat vast te stellen dat de afstand tussen de ijsberg en het schip te kort was om succesvol uit te wijken. Onder die omstandigheden zou hij zeker niet besloten hebben tegen de ijsberg aan te varen en daarmee een deel van de bemanning te doden.
Een laatste punt van kritiek op Murdoch dat vaak genoemd wordt, is dat hij de waterdichte schotten niet direct had moeten sluiten. Door de hoeveelheid water in de boeg zou deze te snel zijn gezonken, wat weer bijdroeg aan het zinken van de Titanic. Afgezien van het feit dat Murdoch niet kon weten welke delen van de Titanic beschadigd waren en wat daarvan de gevolgen zouden zijn, is het sluiten van de deuren een standaardprocedure, omdat het er op een gegeven moment te laat voor kan zijn. Water in onbeschadigde delen van een schip laten stromen is in ieder geval uitgesloten; het druist in tegen alles wat een zeeman in zijn opleiding leert. Geen scheepsontwerper houdt ook rekening met een dergelijk extreem scenario. Desondanks is het vanwege de discussie onderzocht met computer- en modelsimulaties. Daaruit bleek dat het openlaten van de deuren fataal zou zijn geweest: het schip zou niet alleen 40 minuten eerder zijn gezonken, de evacuatie van de passagiers zou ook sterk bemoeilijkt zijn geweest, door het uitvallen van de elektriciteit in de maanloze nacht.

### Het weigeren van hulpverlening door deCalifornian
Kapitein Lord werd ervan beschuldigd de Titanic niet op tijd hulp te hebben verleend, want de lichten van de Californian zouden vanuit de in nood verkerende Titanic zichtbaar zijn geweest. Het staat echter niet vast dat die lichten inderdaad van de Californian afkomstig waren, omdat het moeilijk is de toenmalige positie van de schepen precies te bepalen. De Titanic zonk tien zeemijl (ruim achttien kilometer) zuidoostelijker van de positie die werd doorgegeven via de noodoproep, zo is gebleken na de ontdekking van het wrak. Hoe precies de verklaring van de Californian over die positie is, is niet meer te achterhalen. De getuigenissen van de bemanning van de Californian spreken elkaar tegen. Wel gaven ze allen aan dat tijdens die nacht een schip in zuidelijke richting te zien was, hoewel maar enkelen het aanzagen voor een groot passagiersstoomschip. Dat schip kwam rond middernacht tot stilstand, en verdween rond twee uur ’s nachts langzaam naar het zuidwesten. Ook waren vuurpijlen boven of achter het schip te zien. Het schip leek zo dichtbij te zijn, dat kapitein Lord beval met morse contact te zoeken met het schip. Dat bevel was vergeefs, omdat de marconist van de Californian rond die tijd sliep. Ook was de reikwijdte van de radioapparatuur niet optimaal. Het enige schip dat rond 22.30 bereikt kon worden was de Titanic, maar de marconist van het rampschip was rond die tijd druk bezig met het versturen van telegrammen naar Cape Race. Lord meende dat het schip niet over een radio beschikte (slechts een beperkt aantal kleinere schepen was met deze nieuwe techniek uitgerust) en zag geen reden zijn marconist wakker te maken. Resumerend resteren twee mogelijkheden:
- Er bevond zich een derde schip tussen de Californian en de Titanic dat nooit geïdentificeerd is. Dat geen bemanningslid zich ooit heeft gemeld lijkt onwaarschijnlijk, maar is niet onaannemelijk vanwege de drukbevaren scheepsroute. Kapitein Lord heeft deze theorie nog beschreven.
- Het waargenomen schip was wel degelijk de Titanic, maar op zeer grote afstand, waardoor het door de meetkundige hoek voor een kleiner schip werd aangezien. De Californian had op tijd bij de ramp aanwezig kunnen zijn. Maar kapitein Lord had zijn schip vanwege het slechte zicht die avond stil laten leggen nadat hij de rand van een groot ijsveld had bereikt. De ketels zouden daarom eerst opnieuw opgewarmd moeten worden.

Ook wanneer kapitein Lord niet in staat zou zijn geweest de mensen op de Titanic te helpen, blijft zijn gedrag merkwaardig. Zijn bemanningsleden hadden in totaal acht vuurpijlen gezien, en Lord had geen reactie gekregen op de morsetekens die hij had laten zenden. Als excuus daarvoor kan gelden dat in 1912 geen algemene voorschriften bestonden over het gebruik van noodsignalen en dat allerlei soorten vuurpijlen en fakkels als signaalteken gebruikt werden.

## Het wrak

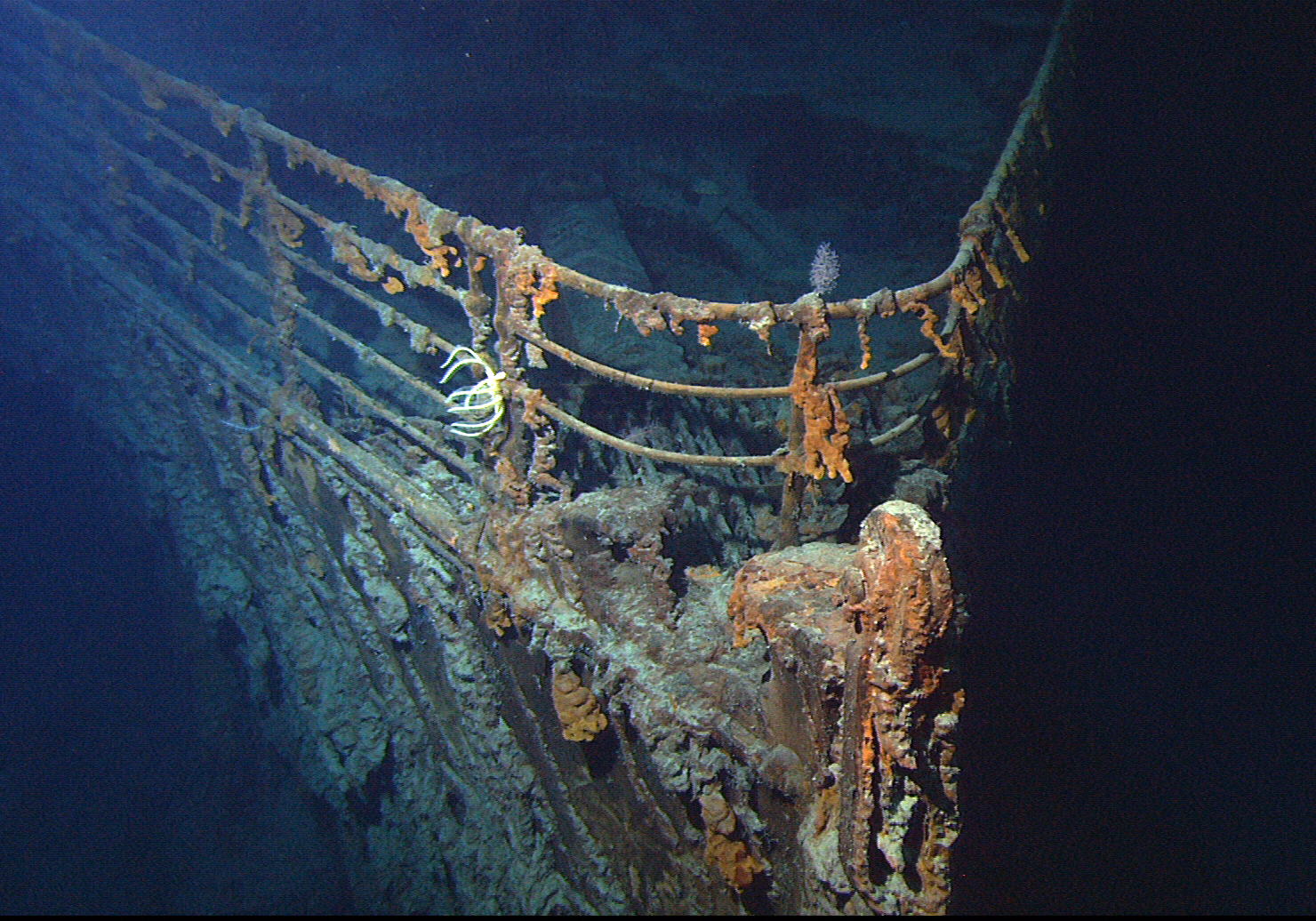
De boeg van het wrak van de Titanic (juni 2004)

In de zomer van 1985 was Robert Ballard aan boord van het Franse onderzoeksschip Le Suroit die gebruik maakte van een side scan sonar om het wrak van de Titanic te vinden. Toen het Franse schip werd teruggeroepen, stapte Ballard over naar een schip van de Woods Hole Oceanographic Institution: de Knorr. Niet voor iedereen was bekend dat deze reis werd gefinancierd door de Amerikaanse marine. De geheime missie was het zoeken naar het wrak van de USS Scorpion, een atoomonderzeeër die vlakbij was gezonken. Naderhand was Ballard vrij de Titanic te zoeken.
De Knorr arriveerde op 22 augustus 1985 op locatie en liet de Argo te water. De Argo was een ROV, geschikt voor diep water. Het plan van Ballard was de Argo heen en weer te "vegen" boven de zeebodem, niet op zoek naar een schip, maar naar resten. Veel Titanic-experts hadden lang gedacht dat terwijl het schip zonk, er veel resten naar beneden zouden komen.
In de vroege ochtend van 1 september 1985 werden veranderingen opgemerkt aan de zeebodem. Aanvankelijk zagen ze gaten, alsof het kraters waren van inslagen. Uiteindelijk zagen ze een ketel en later de romp zelf.
Het team van Ballard inspecteerde de buitenkant van het schip en nam waar dat de Titanic in tweeën was gebroken en dat de achtersteven er slechter aan toe was dan de rest van het schip. Ze hadden niet veel tijd het wrak te onderzoeken, aangezien de Knorr voor andere expedities gepland stond, maar zijn faam was nu verzekerd. Aanvankelijk wilde Ballard de exacte locatie geheimhouden, om te voorkomen dat van het schip geroofd zou worden, aangezien hij het als een graf beschouwde.
Op 12 juli 1986 keerde Ballard terug om de eerste uitgebreide studie van het schip te maken. Deze keer had Ballard de Alvin bij zich, een kleine onderzeeboot die zeer diep kon duiken met een kleine bemanning. De Alvin had Jason Junior bij zich, een ROV die door kleine openingen paste om zo binnen in het schip te kunnen kijken. De eerste duik (die ruim twee uur nodig had beneden te komen) had last van technische problemen, maar de daaropvolgende duiken waren succesvol. Hierbij konden gedetailleerde foto's worden genomen.
Drie grote scheepsdelen (boeg, een middenstuk van ongeveer 20 meter en het achterste gedeelte) liggen op de zeebodem, omgeven met andere scheepsresten. Tussen de boeg en het achterste gedeelte liggen over een lengte van 600 meter nog meer resten. De boeg is, met uitzondering van de brug, relatief goed gespaard gebleven. Het achterschip daarentegen is door het snelle zinken geïmplodeerd en bij het neerkomen op de zeebodem zwaar beschadigd. De imposante kroonluchters in de grote zalen van de eerste klas zijn nagenoeg intact, net als borden, spiegels en houten panelen aan de muren.
Voor de rechtbank wordt tot op heden gestreden voor de rechten op de wrakstukken. Een van de delen van de Titanic is tentoongesteld in het scheepvaartmuseum in Greenwich, Engeland, andere stukken worden in Frankrijk bewaard. In totaal zijn 5500 objecten van de Titanic geborgen.
Sinds april 2012 valt het wrak onder de UNESCO Convention on the Protection of the Underwater Cultural Heritage. De lidstaten van deze conventie zijn er nu aan gebonden het wrak te beschermen tegen vernieling en plundering, en de resterende stoffelijke overschotten met waardigheid te behandelen.
Een onbekend aantal onderzoekers is sinds de ontdekking naar het gezonken schip afgereisd om een bodemkaart van de restanten te maken. Er zijn ruim 13.000 foto's gemaakt om de omgeving driedimensionaal vorm te geven.
De ontdekking van het wrak wierp tevens nieuw licht op hoe de Titanic gezonken was. Voorheen ging vrijwel iedereen ervan uit dat het schip als één geheel was gezonken. Alle films en documentaires over de ramp gemaakt voor de ontdekking van het wrak tonen dan ook hoe het schip nog helemaal compleet onder water verdwijnt. Pas na de ontdekking van het wrak werd duidelijk dat de Titanic tijdens het zinken in stukken gebroken was.
In 2010 bleek uit analyse van een geïsoleerde roestpegel dat het wrak bezig is in versneld tempo te desintegreren als gevolg van een proteobacterie die in staat is om op grote diepten te overleven. De bacterie kreeg de naam Halomonas titanicae. Begin 2018 opperden wetenschappers het vermoeden dat het wrak wellicht in hooguit 20 jaar in zijn geheel zou kunnen verdwijnen.

### Toerisme naar het wrak
Naast expedities voor de wetenschap en het bergen van objecten, zijn er sinds de jaren 1990 ook toeristische. Er waren onder meer sinds 2021 excursies naar het wrak met een kleine onderzeeër/submersible Titan van de reisorganisatie OceanGate, tot deze bij de excursie in juni 2023 verongelukte. Stockton Rush, eigenaar van OceanGate, en vier andere inzittenden kwamen bij de implosie van de onderzeeër om het leven.

## Nieuwe ontdekkingen en theorieën

### De lekken in deTitanic

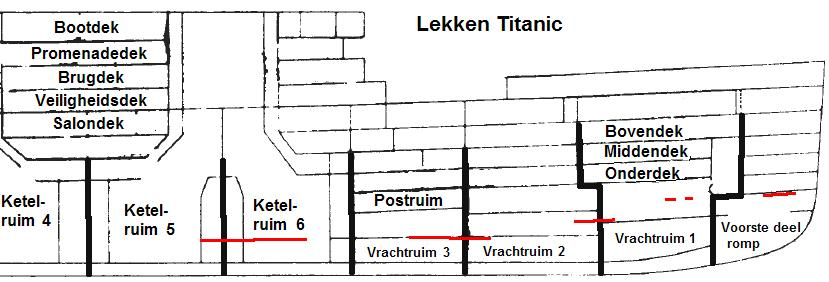
De rode strepen markeren de zes lekken in de Titanic.

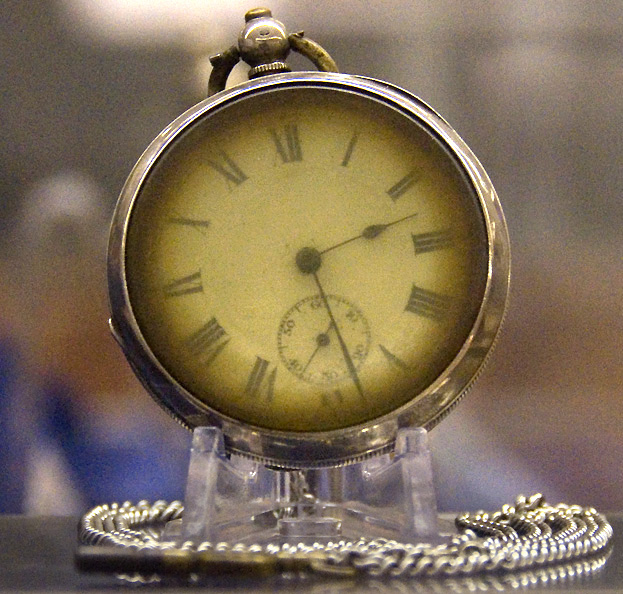
Horloge van een onbekend slachtoffer van de ramp. Het uurwerk stopte om 02.28 uur 's nachts, 8 minuten nadat het schip zonk.

Een van de grootste onbeantwoorde vragen is de grootte en plaats van de lekken die de aanvaring met de ijsberg heeft veroorzaakt.
Het eerste lek bevond zich in het voorste gedeelte van de romp, net onder de waterlijn. De twee volgende zaten op gelijke hoogte naast elkaar in het eerste vrachtruim en hadden een lengte tussen de 1,2 en 1,5 meter. De druk die daarbij werd uitgeoefend, zorgde ervoor dat een deel van de ijsberg werd afgebroken, waardoor het volgende lek van 4,6 meter lengte door een lager gelegen deel van de ijsberg werd veroorzaakt. Ook hierbij brak een stuk ijs af, waardoor de twee laatste lekken nog verder onder de waterlijn lagen. De voorlaatste was ongeveer 10 meter lang en liep door van vrachtruim 2 tot ver in vrachtruim 3. De druk was hierbij zo hoog, dat zelfs de 0,5 meter verderop gelegen waterdichte gang voor de stokers werd beschadigd en snel volstroomde met water. Het laatste lek was met 13,7 meter het langste, en liep door ketelruim 6 en het voorste gedeelte van ketelruim 5. Rond het draaipunt van de Titanic, in het schot tussen de ketelruimten 5 en 6, was eveneens schade toegebracht, waarschijnlijk veroorzaakt door de druk die werd uitgeoefend tijdens het draaien van het schip. Na een analyse van de schade, aangevuld met computerberekeningen, ontstond de volgende maatverdeling van de lekken:

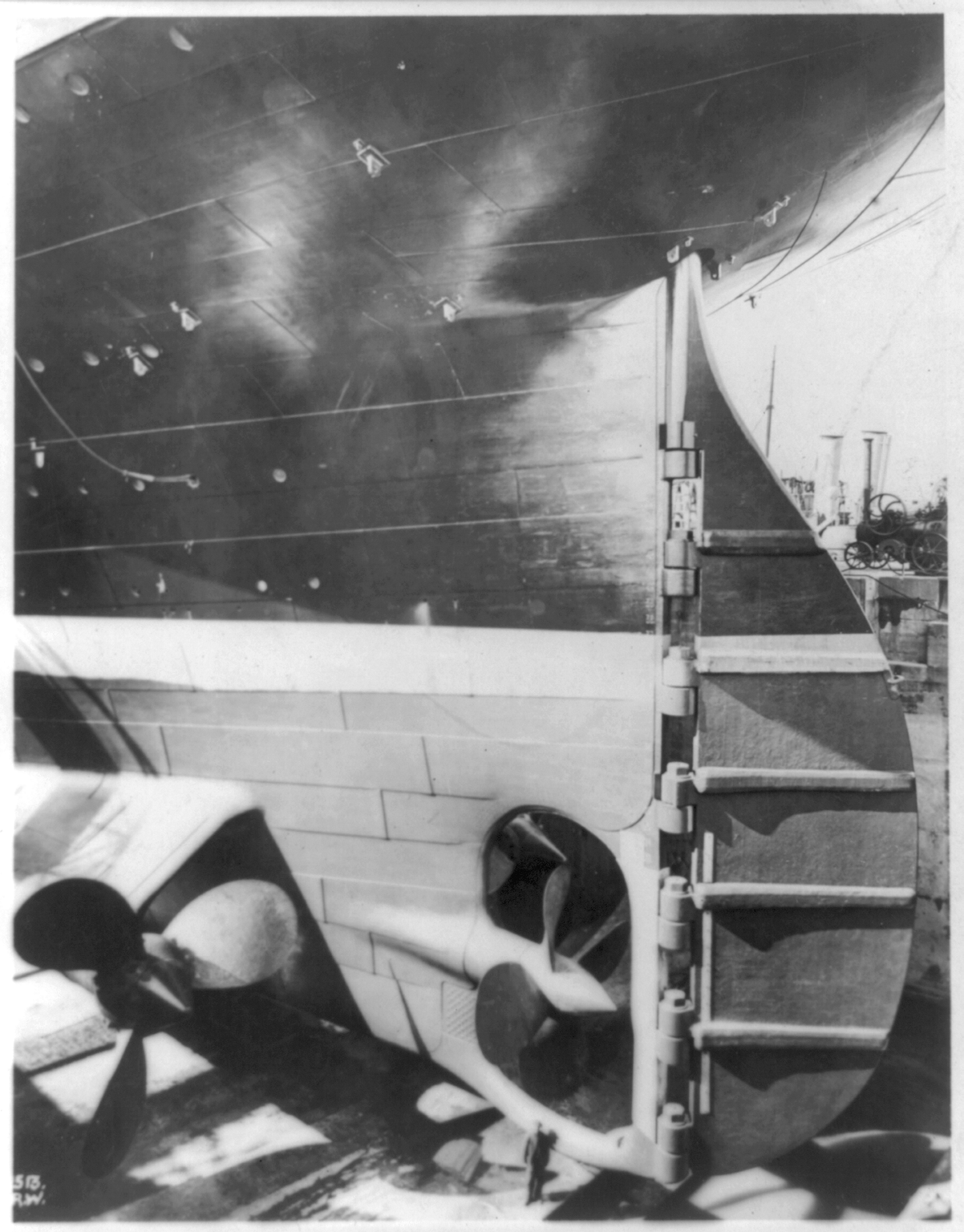
Achterschip met roer van een schip uit de Olympic-klasse

| Nr. compartiment | Compartiment          | Lek in m² |
| ---------------- | --------------------- | --------- |
| 1                | Voorste gedeelte romp | 0,06      |
| 2                | Vrachtruim 1          | 0,14      |
| 3                | Vrachtruim 2          | 0,29      |
| 4                | Vrachtruim 3          | 0,31      |
| 5                | Ketelruim 6           | 0,26      |
| 6                | Ketelruim 5           | 0,12      |
| 1–6              | Totaal                | 1,18      |

### Materiaalvragen
Bij het onderzoek naar theorieën die de ondergang van de Titanic moeten verklaren, wordt ook vaak het schip zelf genoemd. Hoewel geen bouwkundige mankementen werden aangetroffen, wekte het materiaal waarmee de Titanic werd vervaardigd de nodige interesse. Materiaalgerelateerde onderzoeken op het staal waaruit de Titanic was opgebouwd toonden aan dat onder bepaalde temperaturen sprake was van een redelijke "zachtheid" op de plaatsen waar het schip in aanraking kwam met de ijsberg. "De ijsberg was niet te sterk, de Titanic was te zwak", zo concludeerde William G. Harzke, die onderzoek deed naar het materiaal waarmee de Titanic werd vervaardigd. Als met de hedendaags gebruikte bouwmaterialen gewerkt zou zijn, was de schade waarschijnlijk minder aanzienlijk geweest. 
Toch wordt deze theorie in twijfel getrokken. De veranderingen aan het staal konden namelijk ook door de heersende omstandigheden in de diepzee zijn ontstaan. De bouwtekeningen van de Titanic en de Olympic laten zien dat in beide schepen dezelfde staalplaten zijn gebruikt. De Olympic was tot de sloop 24 jaar in dienst geweest en had meerdere oorlogen en aanvaringen overleefd. Daarnaast werd in de scheepsbouw overal ter wereld hetzelfde soort staal gebruikt, en er bestaan nog schepen die toen zijn gebouwd. Een bekend voorbeeld is de in 1916 in Newcastle gebouwde ijsbreker Krasin, die tot eind jaren 1970 in dienst was en in 1999 een museumfunctie heeft gekregen in Sint-Petersburg. Ook de in 1936 gebouwde Queen Mary is uit hetzelfde staal vervaardigd, waarbij de staalplaten zelfs overeenkomen met de Titanic qua herkomst en dikte. Pas na de Tweede Wereldoorlog werden nieuwe bouwmaterialen gebruikt, waardoor de modernere schepen van dezelfde grootte veel lichter zijn dan vroeger.

Door de hoge druk en de zwakke klinknagels scheurde het schip open en kon het water naar binnen stromen

Een tweede mogelijke zwakte van de Titanic vormden de klinknagelverbindingen tussen de staalplaten. Na de ondergang van het schip bleek dat de klinknagels die in de boeg van het schip waren gebruikt van een minder goede kwaliteit waren dan de klinknagels elders in het schip. Men had bij de bouw een speciaal toestel gebruikt om stalen klinknagels te bevestigen. Dit toestel kon men niet in de boeg plaatsen, dus moest men de klinknagels hier handmatig aanbrengen. Om dit makkelijker te maken gebruikte men smeedijzeren klinknagels, versterkt met een substantie, die slak werd genoemd. Door een fout bij het maken van de smeedijzeren klinknagels had men echter 9% slak toegevoegd (in plaats van de normale hoeveelheid van 2 tot 3 procent), waardoor de klinknagels niet sterker maar juist zwakker werden. Hierdoor zouden ze bij een lagere druk begeven en zouden de waterdichte naden die door deze klinknagels bij elkaar gehouden werden, gaan scheuren.
Direct na de aanvaring tussen de Olympic en de Hawke in september 1911 verklaarde Edward Wilding, na een onderzoek van de schade die de Olympic had opgelopen, dat hij een nieuwe, verbeterde methode had ontwikkeld voor het verbinden van de staalplaten en dat hij zou proberen deze methode bij toekomstige schepen toe te passen. De klinkgaten in de 25 jaar later gebouwde Queen Mary werden, ondanks de hoge kosten die het met zich meebracht, volgens deze methode geboord, waardoor het schip steviger was. De zwakheid van de klinknagelverbindingen van de Titanic werd aan de hand van de gevonden lekken verklaard, omdat die zich langs de verbindingsnaden tussen de staalplaten bevonden. Experts gaan ervan uit dat waarschijnlijk zelfs de moderne, gelaste staalplaten ook geen stand zouden kunnen houden bij een dergelijke aanvaring met een ijsberg.

### Brand in de bunker
Andere theorieën gaan ervan uit dat de ondergang van de Titanic het gevolg was van een brand in de kolenbunker aan de stuurboordzijde tussen ketelruim 5 en 6. Een daarvan komt uit 2004 en is van ingenieur Robert Essenhigh van de Ohio State University. Volgens hem blijkt uit archieven van de havenbrandweer in Southampton dat er een kruipvuur was in de kolenbunker, en had dit de kapitein ertoe aangezet, ondanks het gevaar voor ijsbergen, sneller te gaan varen. Het vuur kon op die manier worden gedoofd: als de kolen sneller dan gebruikelijk in de ketel werden gestopt, zat men eerder bij de brandende, onderopliggende kolen. Het schip voer als gevolg daarvan echter met een ongekende snelheid, waardoor het onmogelijk was de ijsberg op tijd te ontwijken. Essenhigh meent dat de leiding van de Titanic wist dat het schip geen snelheidsrecords kon breken, en dat dan ook niet de reden was dat men sneller ging varen. Het schip was daar namelijk niet voor gebouwd.

### Het doormiddenbreken
Het is lange tijd onduidelijk geweest wanneer de Titanic precies doormidden gebroken is en of dit doormiddenbreken van het schip heeft bijgedragen aan de ondergang, of dat het een gevolg van de ondergang was. Daarom startte de televisiezender History Channel in samenwerking met het Woods Hole Oceanographic Institution in 2005 een nieuwe expeditie naar het wrak. Daarbij werden voor het eerst ook de oostelijk gelegen scheepsresten onderzocht. Verrassend was de ontdekking van twee delen van een dubbele bodem met een lengte van ongeveer 18 meter. Deze werden ontdekt aan de hand van twee kimkielen, die aan weerszijden van de wrakstukken zaten en nog onder de rode verf zaten, waaruit men kon concluderen dat de dubbele bodem van stuur- tot bakboord liep. Gebaseerd op de gemaakte videobeelden kon worden vastgesteld dat beide bodemstukken aan elkaar pasten.
Bij een wetenschappelijke benadering van de wrakstukken heeft men getracht na te gaan hoe het schip precies doormidden is gebroken. Men neemt aan dat het achterschip met een draaihoek van 15 tot 20 graden boven het water omhoog stak en vanwege de enorme belasting op dat moment van het hoofddeel afbrak. Daarbij werd de dubbele bodem van het schip zodanig tegen elkaar gedrukt, dat het bovenste gedeelte van het dek van de Titanic doormidden brak. Bij het wrak is te zien dat bij het breukgedeelte het dek naar beneden is getrokken en dat geen onbeschadigde delen zijn te vinden. Hierop werd een vervolgonderzoek gestart en daarbij ontstond de theorie dat het achterschip al begon te breken toen het ongeveer 11 graden boven het water hing. Het schip begon daarop in de richting van de kiel doormidden te breken. De kiel voorkwam dat het achterschip meteen afbrak. Door de ontstane scheuren in de Titanic kwam nu veel meer water naar binnen, wat het zinkproces versnelde. Aan het breukgedeelte drukte de onder water gelegen boeg tegen de boven water gelegen achtersteven, waardoor het dek aan dit breukgedeelte samengedrukt werd, zoals vandaag de dag bij de boeg van de Titanic nog te zien is. Op het moment dat het voorschip verder het water in werd getrokken, verbond alleen de kiel van de Titanic beide scheepsdelen met elkaar. Doordat de kiel de enorme belasting niet meer kon dragen, brak het schip doormidden. Daarbij werden de (gevonden) delen van de dubbele bodem door hetzij het achterschip, hetzij het voorschip van de Titanic meegezogen naar de bodem van de oceaan.
De manier waarop de bemanning van de Titanic begon aan de evacuatie laat zien dat zij niet hadden gedacht dat het schip zo snel zou zinken. Men ging waarschijnlijk uit van een constante zinksnelheid. Door het doormiddenbreken zonk het schip echter sneller, doordat de ontstane scheuren veel meer water binnen lieten dan de beschadigingen die het schip had opgelopen tijdens de aanvaring met de ijsberg.

Structuur van de Titanic. Het schip brak ter hoogte van ketelruim 1 doormidden, vanaf de boeg (rechts) gezien het tiende compartiment.

## Titanicvergeleken met andere grote scheepsrampen
Hoewel de ondergang van de Titanic een van de meeste beschreven, besproken en verfilmde scheepsrampen is, is deze ramp met ruim 1500 doden niet de grootste in de geschiedenis van de moderne scheepvaart. Er zijn op zijn minst drie grotere scheepsrampen bekend:
1. De ramp met de Doña Paz op 20 december 1987. Bij de ramp kwamen officieel 1576 mensen om, maar men vermoedt dat het werkelijke dodental aanzienlijk hoger ligt, omdat de veerboot naar schatting meer dan 4000 opvarenden had.
2. Bij het kapseizen van de Joola bij Senegal op 26 september 2002 kwamen 1863 mensen om het leven.
3. De raderstoomboot Sultana zonk in april 1865 in de Mississippi, waarbij naar schatting 1700 mensen het leven lieten.

Toch vinden tijdens oorlogen vaak nog grotere scheepsrampen plaats. Passagiersschepen kunnen daarbij voor duizenden soldaten en burgers als transport gebruikt worden, bijvoorbeeld voor evacuatie uit een door de vijand ingenomen gebied. Er kunnen dan wel meer dan 10.000 mensen aan boord zijn. De grootste rampen in deze categorie voltrokken zich alle drie tijdens de Tweede Wereldoorlog:
1. Wilhelm Gustloff, gezonken op 20 januari 1945, ruim 9000 doden.
2. Goya, gezonken op 16 april 1945, zo’n 7000 doden.
3. Cap Arcona, gezonken op 3 mei 1945, 7000 tot 8000 doden.

## Laatste overlevenden
Op 30 januari 2001 stierf Michel Marcel Navratil, een van de twee Titanic-wezen en de laatste mannelijke overlevende van de ramp.
Op 6 mei 2006 overleed Lillian Gertrud Asplund, de laatste overlevende die zich nog iets van de scheepsramp herinnerde, op 99-jarige leeftijd in haar woonplaats Worcester in het Amerikaanse Massachusetts. Haar vader en drie broers, onder wie een tweelingbroer, kwamen bij de ramp om het leven. Zij, haar moeder Lillian en een jongere broer overleefden het drama. Op 19 april 2008 werd in Groot-Brittannië een aantal van Asplunds bezittingen geveild. Onder de stukken waren een origineel kaartje voor de reis met de Titanic, dat 41.500 euro opbracht en een horloge dat de geest had gegeven tijdens de ramp, dat voor 39.000 euro van eigenaar wisselde.
Op 31 mei 2009 overleed de laatste overlevende van de ramp. Het ging om Elizabeth Gladys Dean, die op het moment van de ramp 2 maanden oud was. Dean werd 97 jaar oud.

## 100 jaar later
Op 15 april 2012 was het precies 100 jaar geleden dat de Titanic zonk. In Belfast is het Titanic Quarter opgeknapt en in 2012 het museum Titanic Belfast geopend. Titanic Quarter moest gaan dienen als een soort monument om de relatie tussen de Titanic en Belfast, de stad waar het schip is gebouwd, te gedenken.
Ook kwam de film Titanic van regisseur James Cameron op 5 april 2012 opnieuw in de bioscopen, ditmaal in een stereoscopische (driedimensionale) uitvoering.
Een horlogemaker uit Zwitserland heeft een reeks horloges vervaardigd waarin staal van de Titanic zit verwerkt. De horloges, die bijna 8000 dollar per stuk kosten, zijn in de symbolische oplage van 2012 stuks vervaardigd.

## Titanicin kunst, literatuur, film en de hedendaagse cultuur

### Kunst

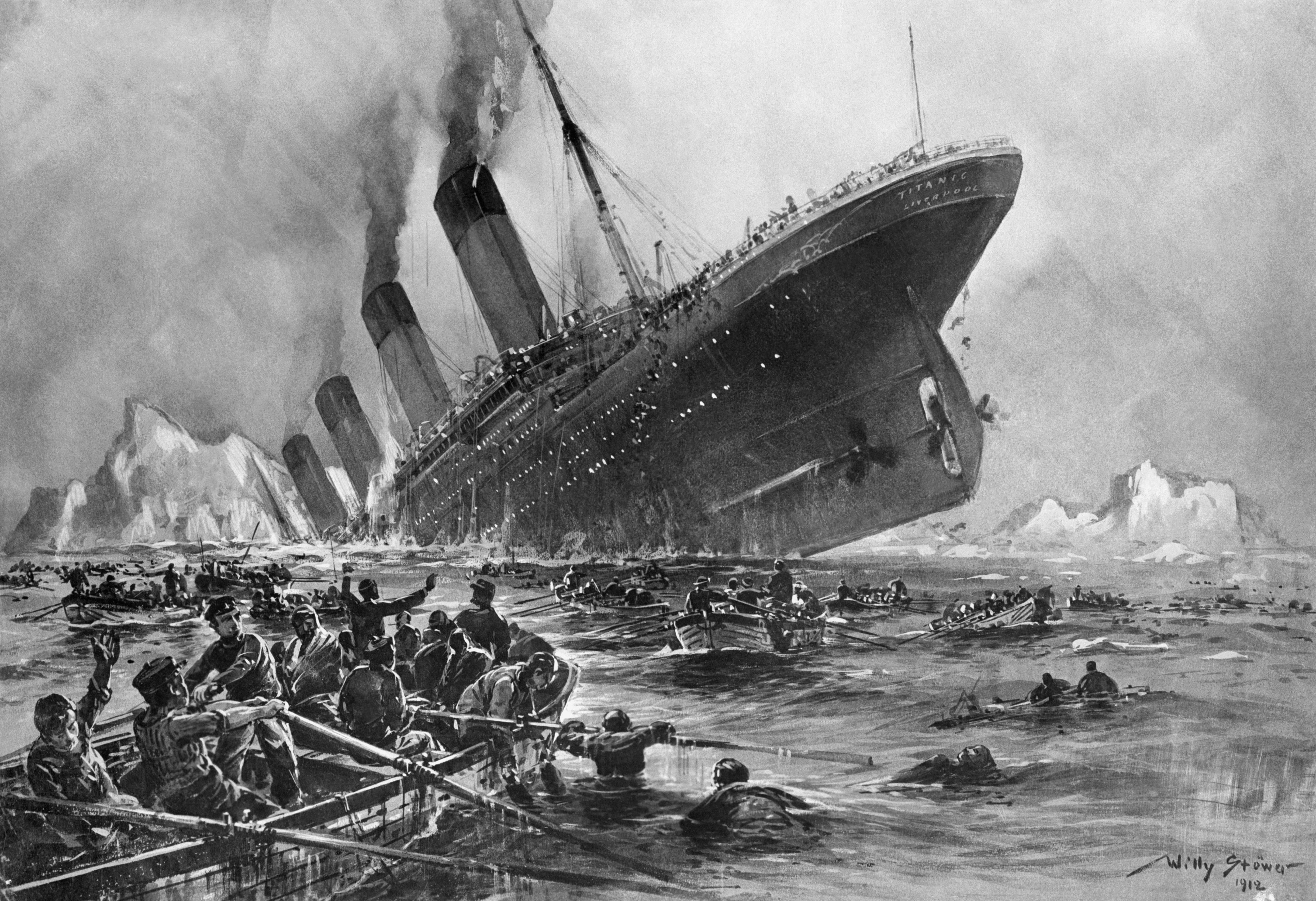
Untergang der Titanic door Willy Stöwer

De Duitse marineschilder Willy Stöwer (1864-1931) was een van de kunstenaars die de ondergang van de Titanic als onderwerp voor zijn creaties had gekozen. Zijn schilderij Untergang der Titanic, dat een maand na de ramp klaar was, werd een van de bekendste werken over de Titanic. Omdat Stöwer nauwelijks achtergrondinformatie over de ramp had plaatste hij de zinkende Titanic in een zee vol ijsbergen. Een tweede, kleinere fout is dat hij uit de vierde schoorsteen rook liet komen, terwijl deze schoorsteen niet bedoeld was om verbrandingsgassen uit te stoten.
Tegenwoordig is vooral de hedendaagse schilder Ken Marschall bekend als Titanic-specialist, mede omdat hij kleuren hanteert, in tegenstelling tot veel andere kunstenaars.

### Theater
- In 1974 schreef Christopher Durang een eenakter over de Titanic, die twee jaar later off-Broadway te zien was.
- In 1997 schreven Maury Yeston en Peter Stone een musical over de ramp, die na de Broadway-première in meerdere landen te zien was. In 2001 en 2020 waren er nederlandstalige producties te zien.

### Film en televisie

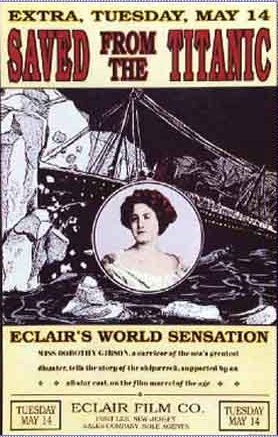
Saved from the Titanic (filmposter)

De ramp met de Titanic heeft veel filmmakers geïnspireerd. De bekendste verfilming is de film Titanic uit 1997 van James Cameron met Leonardo DiCaprio en Kate Winslet in de hoofdrollen, die in totaal 11 Oscars won. Hoewel het een overwegend fictieve film is, geeft het een goede, waarheidsgetrouwe indruk van de scheepsramp uit 1912. Daarnaast is het schip in de film een tot in detail uitgewerkte kopie van de echte Titanic en vertonen sommige personages zoals Margaret Brown en de kapitein sterke gelijkenissen met de echte personen. De film bevat ook beelden van het echte wrak.
Een totaaloverzicht van alle films en televisieproducties gebaseerd op de ramp:
| Jaar | Film                                                     | Regisseur                      | Rolbezetting | Notities |
| ---- | -------------------------------------------------------- | ------------------------------ | --- | --- |
| 1912 | Saved from the Titanic                                   | Étienne Arnaud                 | Dorothy Gibson | Verloren film met in de hoofdrol Dorothy Gibson, een van de echte overlevenden van de ramp. Werd 29 dagen na de ramp uitgebracht. De laatste kopieën van de film zouden verloren zijn gegaan in een brand in maart 1914. |
| 1912 | In Nacht und Eis                                         | Mime Misu                      | Waldemar Hecker Otto Rippert Ernst Ruckert | Ook bekend als Der Untergang der Titanic. Een stomme film geproduceerd in Duitsland. Werd lange tijd als verloren beschouwd maar in 1998 dook er toch nog een kopie van op. |
| 1913 | Atlantis                                                 | August Blom                    | Olaf Fønss Ida Orloff Ebba Thomsen Carl Lauritzen Frederik Jacobsen Charles Unthan Torben Meyer                                                                                 | De eerste lange Deense speelfilm. Tevens de eerste verfilming van de ramp waarin een liefdesrelatie tussen twee mensen aan boord van de Titanic een belangrijk deel uitmaakt van de plot. Dit zou in latere verfilmingen een vast onderdeel worden. Het schip heet in de film SS Roland, maar de ramp is overduidelijk gebaseerd op die van de Titanic. De film werd verboden in Noorwegen. |
| 1929 | Atlantic                                                 | Ewald André Dupont             | Franklin Dyall Madeleine Carroll | Een zeer gefictionaliseerde en aangepaste versie van het verhaal. De eerste geluidsfilm over de ramp en een pionier op het gebied van de “geluid op film”-techniek. Werd geproduceerd in drie talen: Engels, Duits en Frans. |
| 1943 | Titanic                                                  | Werner Klingler Herbert Selpin | Sybille Schmitz Hans Nielsen | Een nazipropagandafilm, met een voor de film erbij verzonnen Duitser als de protagonist en de Britten aan boord als schurken. |
| 1953 | Titanic                                                  | Jean Negulesco                 | Clifton Webb Barbara Stanwyck Robert Wagner Audrey Dalton Harper Carter Thelma Ritter Brian Aherne Richard Basehart                                                             | Amerikaanse dramafilm over een koppel met huwelijksproblemen aan boord van de RMS Titanic. |
| 1958 | A Night to remember                                      | Roy Ward Baker                 | Kenneth More Ronald Allen Robert Ayres | Naar het boek van Walter Lord. Het scenario is van Eric Ambler. |
| 1964 | The Unsinkable Molly Brown                               | Charles Walters                | Debbie Reynolds Harve Presnell Ed Begley | Amerikaanse musicalfilm over het leven van Molly Brown, waaronder haar reis aan boord van de Titanic. |
| 1966 | Rendezvous With Yesterday (The Time Tunnel aflevering 1) | Irwin Allen                    | James Darren Robert Colbert | De eerste aflevering van de anthologieserie The Time Tunnel. In het verhaal komen tijdreizigers uit de toekomst per ongeluk op de Titanic terecht en proberen de kapitein te waarschuwen voor de naderende aanvaring. |
| 1979 | S.O.S. Titanic                                           | William Hale                   | David Janssen Cloris Leachman Susan Saint James David Warner Ian Holm | Televisiefilm waarin de ramp wordt verteld vanuit het perspectief van drie groepen passagiers uit respectievelijk de eerste, tweede en derde klas. Eerste langspeelfilm over Titanic in kleur. |
| 1980 | Raise the Titanic                                        | Jerry Jameson                  | Jason Robards Richard Jordan David Selby Anne Archer Alec Guinness | Verfilming van de roman van Clive Cussler. |
| 1983 | Voyagers of the Titanic (Voyagers aflevering 15)         | Winrich Kolbe                  | Jon-Erik Hexum Meeno Peluce | Aflevering van de serie Voyagers, waarin de Bogg en Jeff op de Titanic belanden. |
| 1996 | Titanic                                                  | Robert Lieberman               | Peter Gallagher George C. Scott Catherine Zeta-Jones Eva Marie Saint Tim Curry Harley Jane Kozak Marilu Henner                                                                  | Een televisiefilm, die ook als miniserie is uitgezonden. |
| 1996 | No Greater Love                                          | Richard T. Heffron             | Kelly Rutherford | Televisiefilm over een jonge vrouw die haar verloofde en ouders verliest bij de ramp. |
| 1997 | Titanic                                                  | James Cameron                  | Leonardo DiCaprio Kate Winslet Billy Zane Kathy Bates Frances Fisher Gloria Stuart Bernard Hill Victor Garber Danny Nucci Bill Paxton                                           | Tot op heden de beroemdste verfilming van de ramp, en tevens een van de duurste en succesvolste films ooit. Won 11 Academy Awards. |
| 1997 | La femme de chambre du Titanic                           | Bigas Luna                     | Aitana Sánchez-Gijón Olivier Martinez Romane Bohringer Salvador Madrid Didier Bezace Aldo Maccione Jean-Marie Juan Arno Chevrier Marianne Groves Didier Benareau                | Frans-Spaans-Italiaanse film. |
| 1999 | The Legend of the Titanic                                | Kim J. Ok Orlando Corradi      | Jane Alexander Sean Patrick Lovett Anna Mazzotti Francis Pardeilhan Teresa Pascarelli Gregory Snegoff                                                                           | Een Italiaanse animatiefilm waarin het verhaal sterk is gefictionaliseerd en aangevuld met fantasy-elementen. |
| 2000 | Britannic                                                | Brian Trenchard-Smith          | Edward Atterton Amanda Ryan Jacqueline Bisset Ben Daniels John Rhys-Davies Bruce Payne                                                                                          | Film over het zinken van de HMHS Britannic, maar de Titanic komt in flashbacks ook ter sprake. |
| 2001 | Titanic: The Legend Goes On                              | Camillo Teti                   | Lisa Russo Mark Thompson-Ashworth Gisella Matthews Kenneth Belton Gregory Snegoff                                                                                               | Een Italiaanse animatiefilm, die doorgaans gezien wordt als de slechtste animatiefilm ooit gemaakt. |
| 2003 | Ghosts of the Abyss                                      | James Cameron                  | Bill Paxton James Cameron Dr. John Broadwater Dr. Lori Johnston | 3D-IMAX-documentairefilm van Walt Disney Pictures en Walden Media. |
| 2004 | In Search of the Titanic                                 | Kim J. Ok                      | Jane Alexander Rodolfo Bianchi Fabio Boccanera Paolo Buglioni Stefano Crescentini Oliviero Dinelli Sergio Luzi Anna Mazzotti Stefano Mondini Francis Pardeilhan Gregory Snegoff | Een vervolg op de film The Legend of the Titanic. |
| 2010 | Titanic II                                               | Shane Van Dyke                 | Bruce Davison Brooke Burns Shane Van Dyke Marie Westbrook | Verhaalt over een nieuwe Titanic die 100 jaar na de eerste dezelfde reis maakt, maar hetzelfde lot dreigt te ondergaan. |
| 2012 | Titanic                                                  |                                | Linus Roache Toby Jones Maria Doyle Kennedy Geraldine Somerville Jenna-Louise Coleman Steven Waddington David Calder                                                            | Vier afleveringen tellende miniserie. |
| 2012 | Titanic: Blood and Steel                                 | Ciaran Donnelly                | Neve Campbell Derek Jacobi Chris Noth Kevin Zegers | Twaalfdelige televisieserie over de bouw en ondergang van de Titanic. |
| 2012 | Titanic 3D                                               | James Cameron                  | Leonardo DiCaprio Kate Winslet Billy Zane Kathy Bates Frances Fisher Gloria Stuart Bernard Hill Victor Garber Danny Nucci Bill Paxton                                           | Een heruitgave van James Camerons film uit 1997 in high-definition- en IMAX-3D. |

### Documentaires
- 1983 - Titanic: A Question of Murder
- 1986 - National Geographic Video: Secrets of the Titanic
- 1992 - Titanic: Treasure of the Deep
- 1994 - Titanic: The Legend Lives On
- 1995 - Titanica (IMAX-documentairefilm)
- 1997 - Titanic: Anatomy of a Disaster
- 1998 - Titanic: Breaking New Ground
- 1998 - Titanic Survivors
- 1998 - Beyond Titanic
- 1999 - Deep Inside The Titanic
- 2003 - Ghosts of the Abyss
- 2004 - Ghosts of the Abyss (3D-IMAX-documentairefilm)
- 2005 - Titanic: Birth of a Legend